# 20. Dezember
Der 20. Dezember ist der 354. Tag des gregorianischen Kalenders (der 355. in Schaltjahren), somit bleiben 11 Tage bis zum Jahresende.

## Ereignisse

### Politik und Weltgeschehen
- 0069: Im Vierkaiserjahr wird in Rom Aulus Vitellius von Marcus Antonius Primus aus dem Kaiseramt gejagt, dem Volke vorgeführt, getötet und in den Tiber geworfen. Damit ist Vespasian unumstrittener Herrscher über das römische Imperium.
- 1046: Die von König Heinrich III. einberufene Synode von Sutri beginnt. Papst Gregor VI. erhält Gelegenheit, sich gegen den Vorwurf der Simonie zu verteidigen.

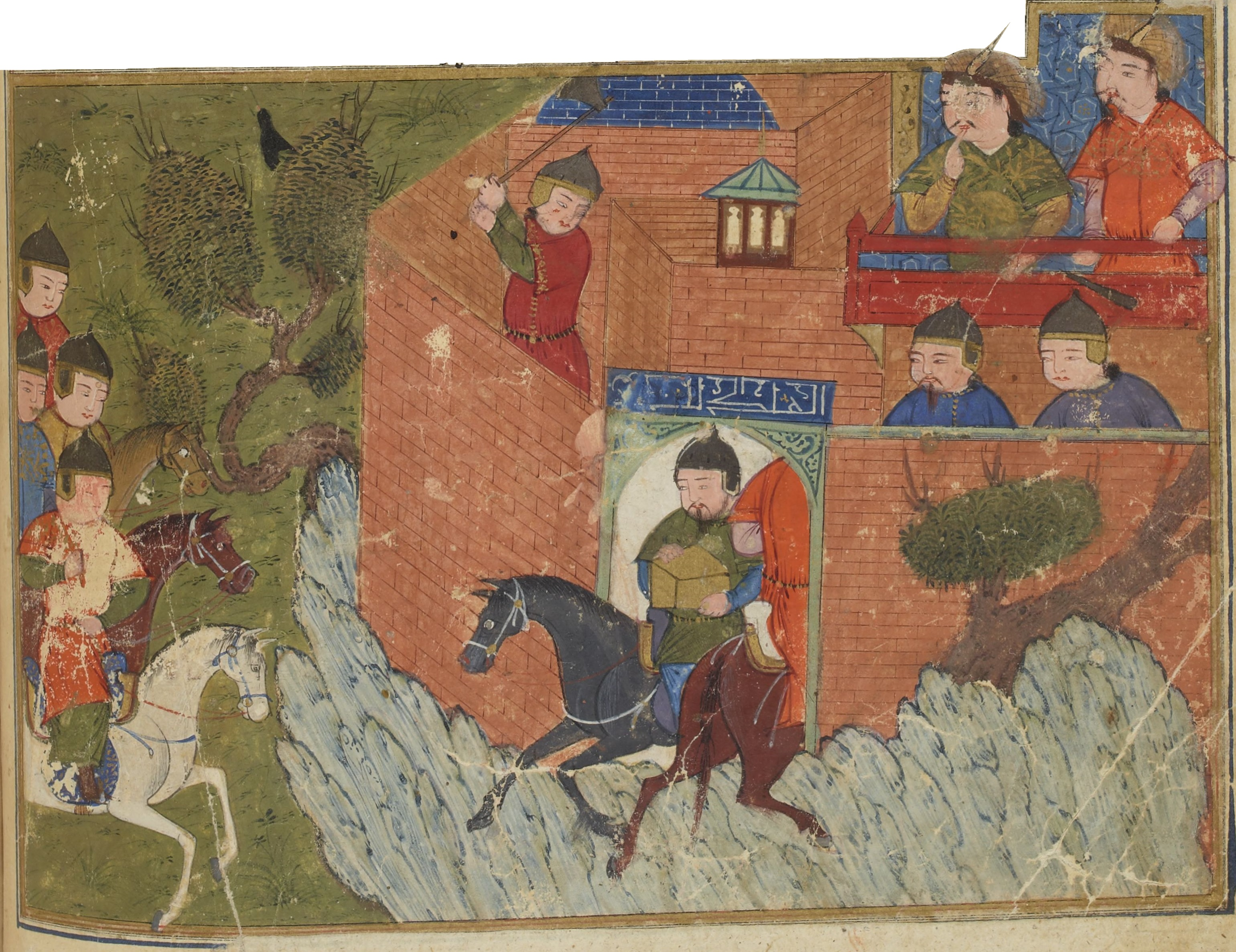
1256: Einnahme Alamuts (um 1430 entstandenes Bild)

- 1256: Ein Heer der Mongolen unter ihrem Khan Hülegü nimmt nach mehrwöchiger Belagerung die Bergfestung Alamut ein. Mit dem Verlust des Hauptsitzes der Assassinen endet die Herrschaft dieser ismailitischen Gruppierung in Persien.
- 1626: Von Wallensteins Truppen zuvor in Schach gehalten, einigt sich Gábor Bethlen, der Fürst von Siebenbürgen, nach seinem Feldzug während des Dreißigjährigen Kriegs im Frieden von Pressburg mit Kaiser Ferdinand II.
- 1658: Schweden und Russland schließen den Waffenstillstandsvertrag von Valiesar, nach dem Russland die von ihm eroberten Gebiete für drei Jahre behalten darf. Die formelle Beendigung des Russisch-Schwedischen Krieges erfolgt erst am 1. Juli 1661 durch den Frieden von Kardis.
- 1712: Im Großen Nordischen Krieg siegen die Schweden in der Schlacht bei Gadebusch über ein dänisch-sächsisches Heer.
- 1803: Frankreich übergibt New Orleans im Rahmen des Louisiana Purchase an die USA.
- 1806: Der sächsische Kurfürst Friedrich August III. wird zum König proklamiert und regiert fortan als Friedrich August I. das Königreich Sachsen.
- 1808: Französische Truppen beginnen während der Napoleonischen Kriege auf der Iberischen Halbinsel mit der zweiten Belagerung von Saragossa.

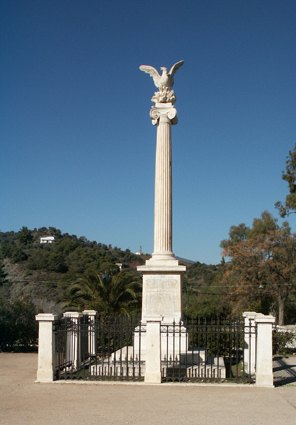
1821: Denkmal für die Nationalversammlung

- 1821: In Nea Epidavros findet im Zuge der Griechischen Revolution gegen das Osmanische Reich die erste griechische Nationalversammlung statt.
- 1830: Im Londoner Protokoll erkennen die europäischen Großmächte nach der Belgischen Revolution die Unabhängigkeit Belgiens an, verlangen aber strikte Neutralität des Landes.
- 1838: Die Buren erreichen die vom Zulu-König Dingane zerstörte Zulu-Hauptstadt uMgungundlovu.
- 1841: In London wird der Quintupelvertrag unterzeichnet, welcher auf die Unterdrückung von Sklavenhandel abzielt. Während Großbritannien, Österreich, Preußen und Russland den Vertrag anschließend ratifizieren, geschieht dies in Frankreich nicht.
- 1860: South Carolina fällt als erster Bundesstaat von den USA ab und wird Anstoß zur Bildung der Konföderierten Staaten von Amerika.
- 1873: Mit der verfassungsändernden Lex Miquel-Lasker erhält das Deutsche Reich die staatliche Gesetzgebungskompetenz über das bürgerliche Recht.
- 1907: Am Ende der Zentralamerikanischen Friedenskonferenz in Washington D.C. steht die Verständigung von Nicaragua, Costa Rica, El Salvador, Honduras und Guatemala, den Zentralamerikanischen Gerichtshof zu errichten, das erste internationale Gericht der Rechtsgeschichte. Der vertragliche Rückzug Nicaraguas beendet später die Existenz des Gerichts im Jahr 1918.
- 1917: Felix Edmundowitsch Dserschinski gründet im Auftrag Lenins die Außerordentliche Allrussische Kommission zur Bekämpfung von Konterrevolution, Spekulation und Sabotage (Tscheka), die erste bolschewistische Geheimpolizei Russlands.
- 1922: Der Genossenschaftler Stanisław Wojciechowski wird von der Nationalversammlung zum zweiten Präsidenten der Republik Polen gewählt. Der erst am 9. Dezember 1922 gewählte erste Präsident Gabriel Narutowicz ist bereits am 16. Dezember nach einer Hetzkampagne der nationalistischen Presse von dem Fanatiker Eligiusz Niewiadomski ermordet worden.
- 1924: Adolf Hitler wird nach seinem Putschversuch vorzeitig aus der Haft in Landsberg entlassen.
- 1934: Das Gesetz gegen heimtückische Angriffe auf Staat und Partei und zum Schutz der Parteiuniformen stellte die missbräuchliche Benutzung von Abzeichen und Parteiuniformen unter Strafe. Es schränkt darüber hinaus das Recht auf freie Meinungsäußerung ein.
- 1946: Christian Stock von der SPD wird erster Ministerpräsident in Hessen.
- 1947: Der demokratisch gewählte CDU-Parteivorstand in der Sowjetischen Besatzungszone wird von der SMAD abgesetzt. Die Union wandelt sich zur Blockpartei.
- 1961: In der Dominikanischen Republik finden die ersten freien Wahlen statt.
- 1963: In Frankfurt am Main wird der 1. Auschwitz-Prozess gegen 22 Angeklagte eröffnet.

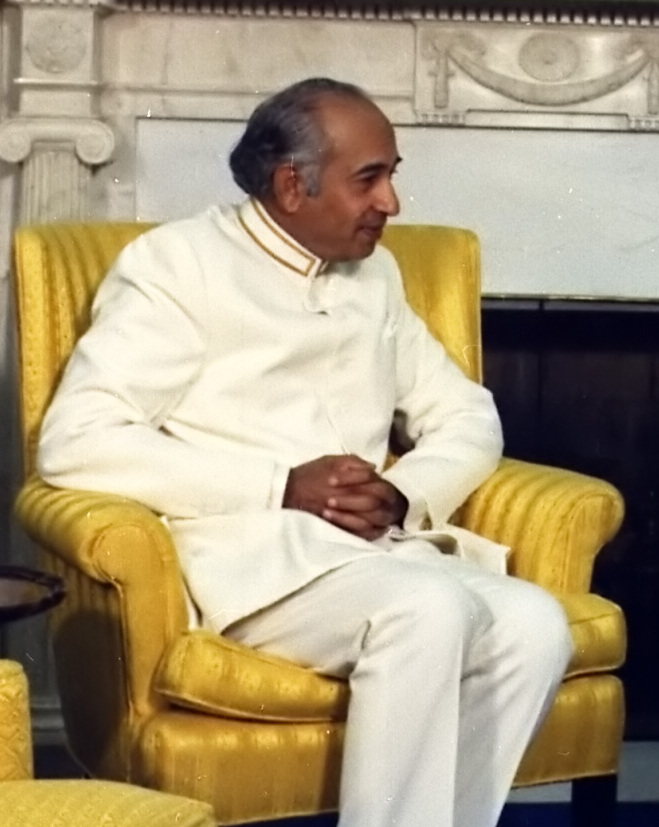
1971: Zulfikar Ali Bhutto

- 1971: Zulfikar Ali Bhutto wird pakistanischer Staatspräsident und leitet eine vorsichtige Demokratisierung des Landes ein.
- 1971: Die beiden humanitären Organisationen junger französischer Ärzte, Groupe d'Intervention Médicale et Chirurgicale en Urgence und Secours Médical Français, vereinigen sich zu Médecins Sans Frontières. Die Organisation leistet medizinische Nothilfe in Krisen- und Kriegsgebieten.
- 1973: Bei einem Bombenanschlag der ETA kommt der spanische Ministerpräsident Luis Carrero Blanco in Madrid ums Leben.
- 1989: Operation Just Cause: US-amerikanische Invasionstruppen marschieren in Panama mit dem alleinigen Ziel ein, den in Drogengeschäfte verwickelten Machthaber Manuel Noriega festzunehmen. Dieser kann sich dem sofortigen Zugriff entziehen und in der vatikanischen Botschaft untertauchen.
- 1990: Der erste gesamtdeutsch gewählte Bundestag tritt nach der Wiedervereinigung zu seiner konstituierenden Sitzung in Berlin zusammen.
- 1999: Portugal gibt die seit gut 450 Jahren von Portugiesen besiedelte und seit 150 Jahren besetzte Kolonie Macau an die Volksrepublik China zurück.
- 2004: In Hamburg beginnen die deutsch-russischen Konsultationen zwischen Wladimir Putin und Gerhard Schröder.
- 2004: Der vor dem Frankfurter Landgericht geführte Daschner-Prozess endet mit einem Schuldspruch gegen die beiden Angeklagten.
- 2007: Der deutsche Bundesratspräsident Ole von Beust gedenkt in der Rede zu Ehren der Opfer der Sinti und Roma erstmals auch der Angehörigen der eigenständigen Gruppe der Jenischen und anderer Fahrender.
- 2012: Der Internationale Strafgerichtshof für Ruanda verurteilt den ehemaligen ruandischen Planungsminister Augustin Ngirabatware wegen seiner Beteiligung am Völkermord an den Tutsi zu 35 Jahren Haft.
- 2022: Der niederländische Generalleutnant Hans Leijtens wird für eine Amtszeit von fünf Jahren zum neuen Exekutivdirektor der EU-Grenzschutzagentur Frontex ernannt.

### Wirtschaft

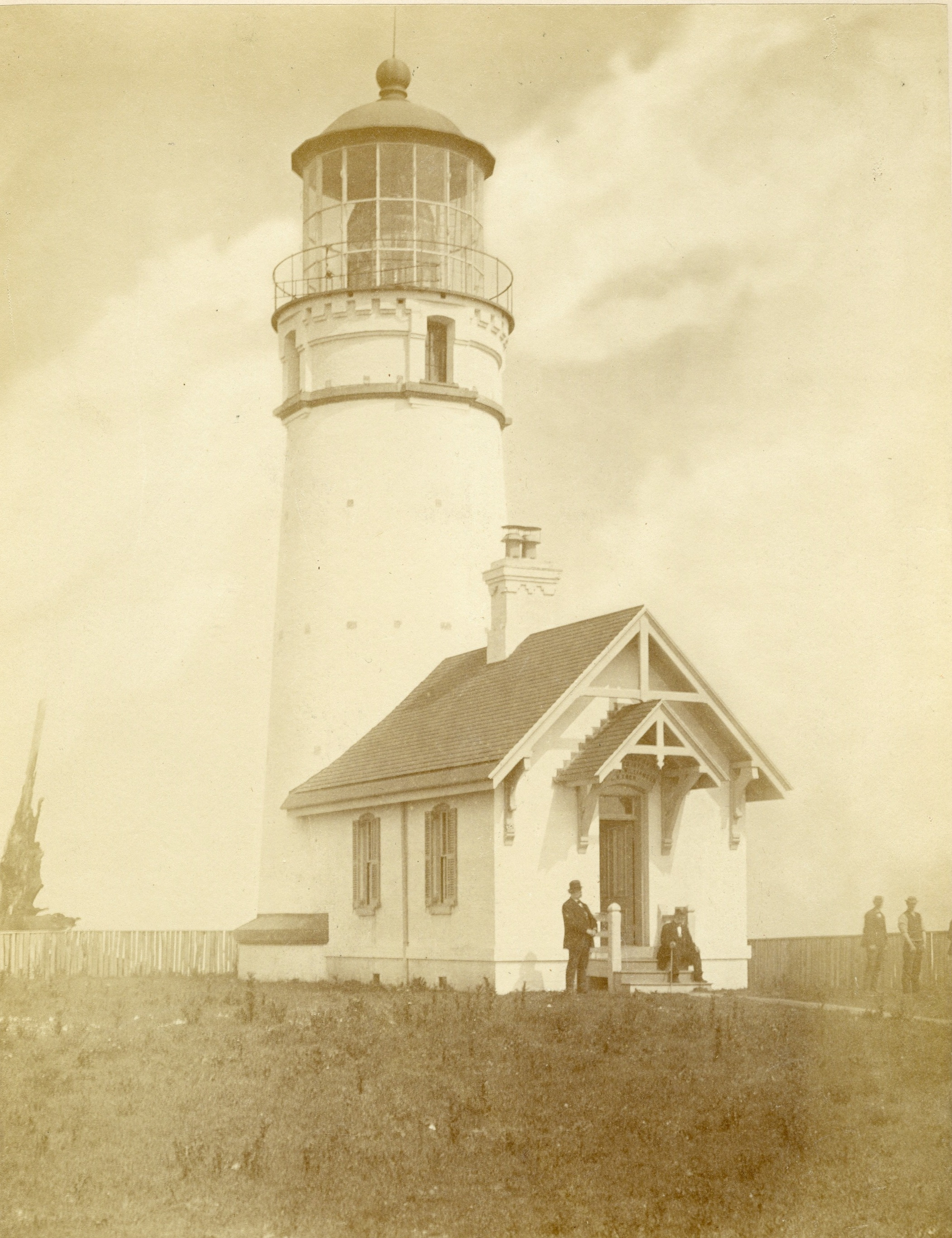
1870: Cape Blanco Lighthouse

- 1870: Am westlichsten Punkt des US-Bundesstaates Oregon wird an der Pazifikküste der Leuchtturm Cape Blanco Lighthouse in Betrieb genommen.
- 1924: Mit dem Schilling-Rechnungsgesetz zur Währungsreform in Österreich wird die Ablösung der Krone durch den Schilling beschlossen und dieser schließlich am 1. März 1925 eingeführt.

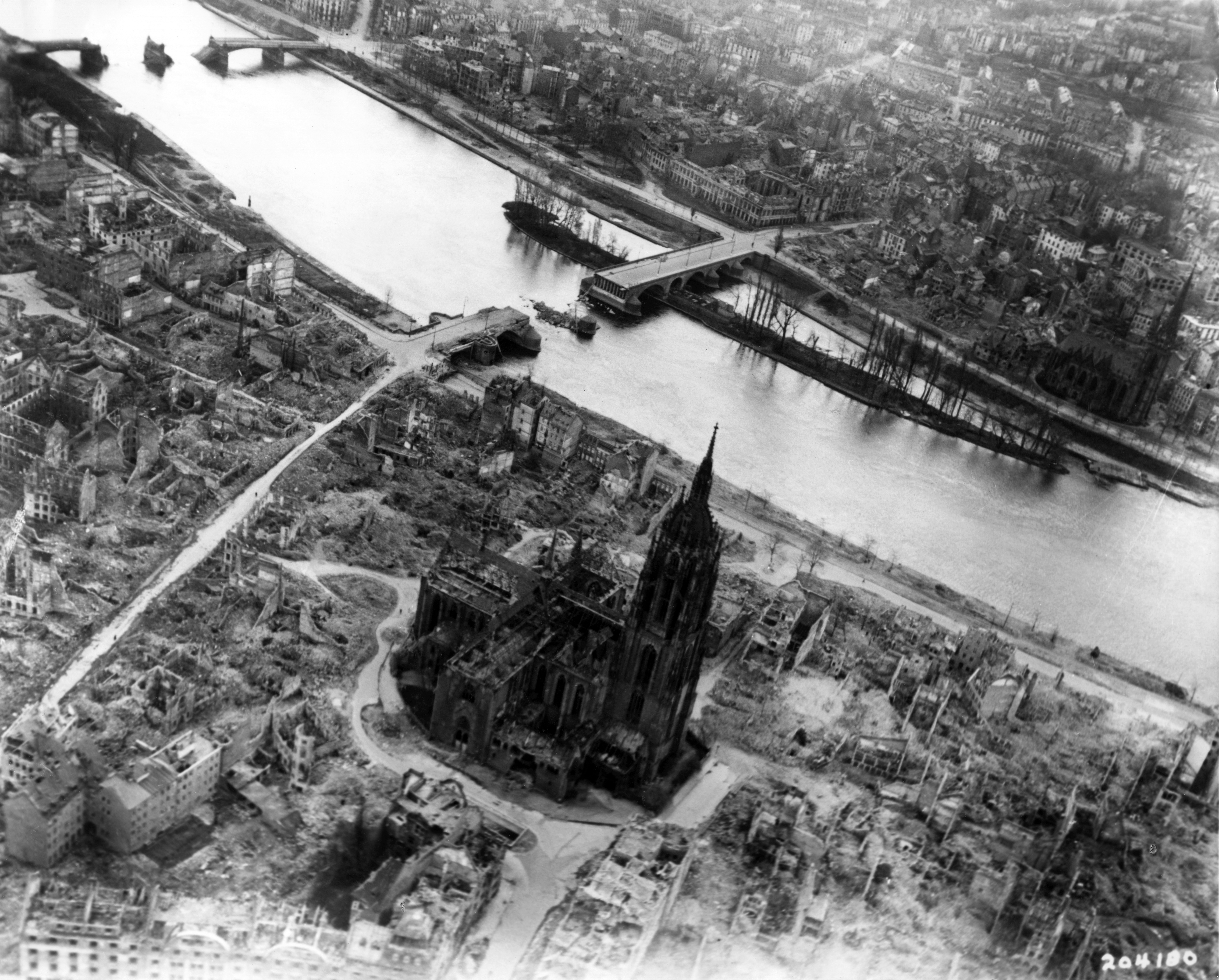
Frankfurt 1945

- 1945: Der kommissarisch eingesetzte Frankfurter Oberbürgermeister Kurt Blaum verfügt die Trümmerbeschlagnahme-Anordnung zur Beschlagnahme sämtlicher angefallener Gebäudetrümmer auf dem Frankfurter Stadtgebiet. Damit kann die von der Stadt Frankfurt am Main, den Baufirmen Philipp Holzmann, Wayss & Freytag, der Metallgesellschaft und ihrer Tochtergesellschaft Lurgi gegründete Trümmerverwertungsgesellschaft ihre Arbeit aufnehmen.
- 1955: Die Bundesrepublik Deutschland schließt mit Italien das erste so genannte Anwerbeabkommen zur Anwerbung und Vermittlung von italienischen Arbeitskräften (Gastarbeitern). Bis 1968 folgen weitere Verträge mit Spanien, Griechenland, Türkei, Portugal, Tunesien, Marokko und Jugoslawien.
- 1956: Auf Anordnung der DDR-Regierung wird die Genex gegründet. Bürger der Bundesrepublik Deutschland können ihren Verwandten im anderen deutschen Teil Waren aus einem Geschenkkatalog zukommen lassen, die sie in D-Mark bezahlen. Die DDR eröffnet sich eine Devisenquelle.

### Wissenschaft und Technik
- 1910: Ernest Rutherford kann den experimentellen Nachweis von Atomkernen erbringen, als Heliumatome beim Durchqueren dünner Metallfolien ihre Bahn verändern.

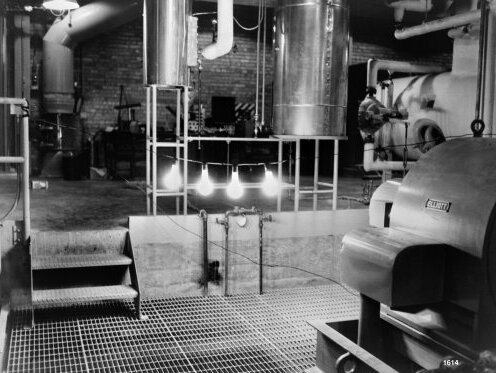
Die vier Glühlampen am 20. Dezember 1951

- 1951: Im Forschungsreaktor EBR-1 (Experimental Breeder Reactor I) in Arco, Idaho, USA, gelingt erstmals die nukleare Stromerzeugung. Die Leistung der Anlage reicht am ersten Tag, um Strom für vier Glühlampen zu liefern. Ab dem zweiten Tag reicht die Strommenge für den Eigenbedarf und für Forschungszwecke.
- 1957: Die European Nuclear Energy Agency wird gegründet, um ein gemeinsames Nuklearforschungsprogramm europäischer Staaten zu erarbeiten.
- 1957: Das Langstrecken-Passagierflugzeug Boeing 707 absolviert erfolgreich seinen Erstflug.
- 1994: Intel kündigt ein umfassendes Austauschprogramm für vom FDIV-Bug betroffene Pentium-CPUs an.

1999: ACRIMSat

- 1999: Die NASA startet im Rahmen des Earth Observing System den Satelliten ACRIMSat und bringt ihn zur Erforschung der Energieabstrahlung der Sonne in eine sonnensynchrone Erdumlaufbahn.

### Kultur

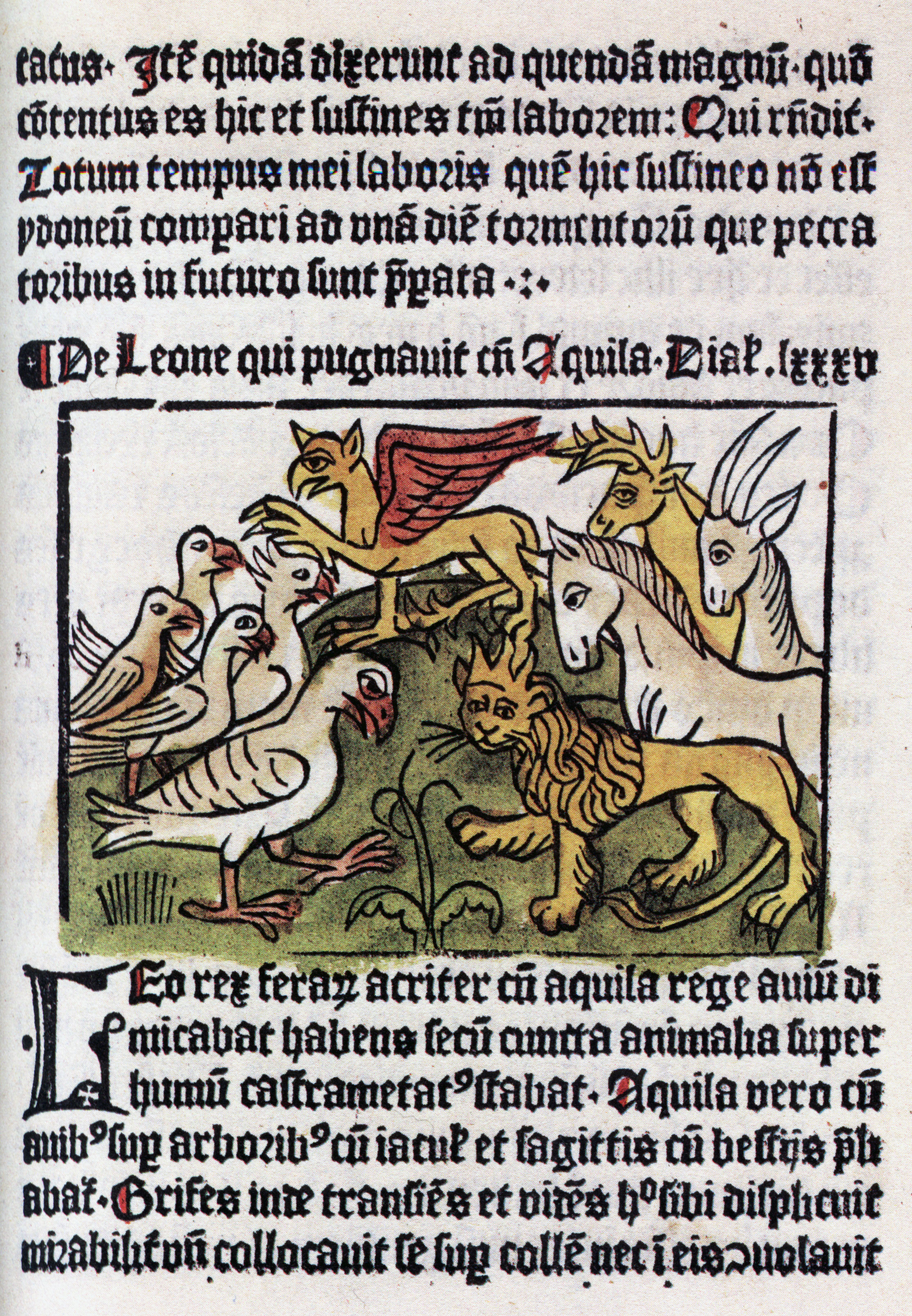
1483: Seite des Dialogus creaturarum

- 1483: Johann Snell druckt das erste Buch in Schweden, die Fabelsammlung Dialogus creaturarum.
- 1812: Die Brüder Grimm veröffentlichen die Erstausgabe ihrer Kinder- und Hausmärchen.
- 1845: Das 2. Klaviertrio von Felix Mendelssohn wird in Leipzig uraufgeführt.
- 1847: Im Drury Lane Theatre in London findet die Uraufführung der Oper The Maid of Honour von Michael William Balfe statt.
- 1902: Am Carltheater in Wien findet die Uraufführung der Operette Der Rastelbinder von Franz Lehár statt. Das Libretto stammt von Victor Léon.
- 1913: Am Johann Strauß-Theater in Wien wird der Operettenschwank Der Nachtschnellzug von Leo Fall uraufgeführt.
- 1918: Der Stummfilm Carmen von Ernst Lubitsch wird im Ufa-Kino in Berlin uraufgeführt.
- 1924: Der norwegische Rundfunk – später zu NRK geworden – strahlt erstmals Lørdagsbarnetimen, die Kinderstunde am Samstag, aus, inzwischen die wohl weltweit älteste Hörfunksendung.
- 1946: In New York wird Frank Capras Film Ist das Leben nicht schön? uraufgeführt.
- 1954: Sandra Cisneros, eine der wichtigsten Vertreterinnen der Chicano-Literatur kommt zur Welt.
- 1969: Die erste Folge der federführend vom ORF gestalteten Spielshow Wünsch Dir was mit dem Moderatorenpaar Dietmar Schönherr und Vivi Bach ist im Fernsehen zu verfolgen. Mit dem Lichttest können die Zuschauer mitmachen.
- 1983: In Darmstadt findet die Uraufführung der Oper Die Fastnachtsbeichte von Giselher Klebe statt.

### Gesellschaft
- 1968: Ein später als Zodiac-Killer bekannter Serienmörder ermordet mit Betty Lou Jensen und ihrem Freund David Faraday in Vallejo, Kalifornien, seine ersten beiden Opfer.
- 2007: Aus dem Museu de Arte de São Paulo werden zwei Bilder im Schätzwert von 70 Millionen Euro gestohlen. Die Polizei kann beide Gemälde am 8. Januar 2008 unversehrt dem Museum wieder beschaffen.

### Religion
- 1254: Der am 12. Dezember von den Kardinälen gewählte Rainald Graf Segni wird unter dem Namen Alexander IV. als Nachfolger von Innozenz IV. als Papst inthronisiert.
- 1334: In Avignon gelangt Papst Benedikt XII. auf den Stuhl Petri.

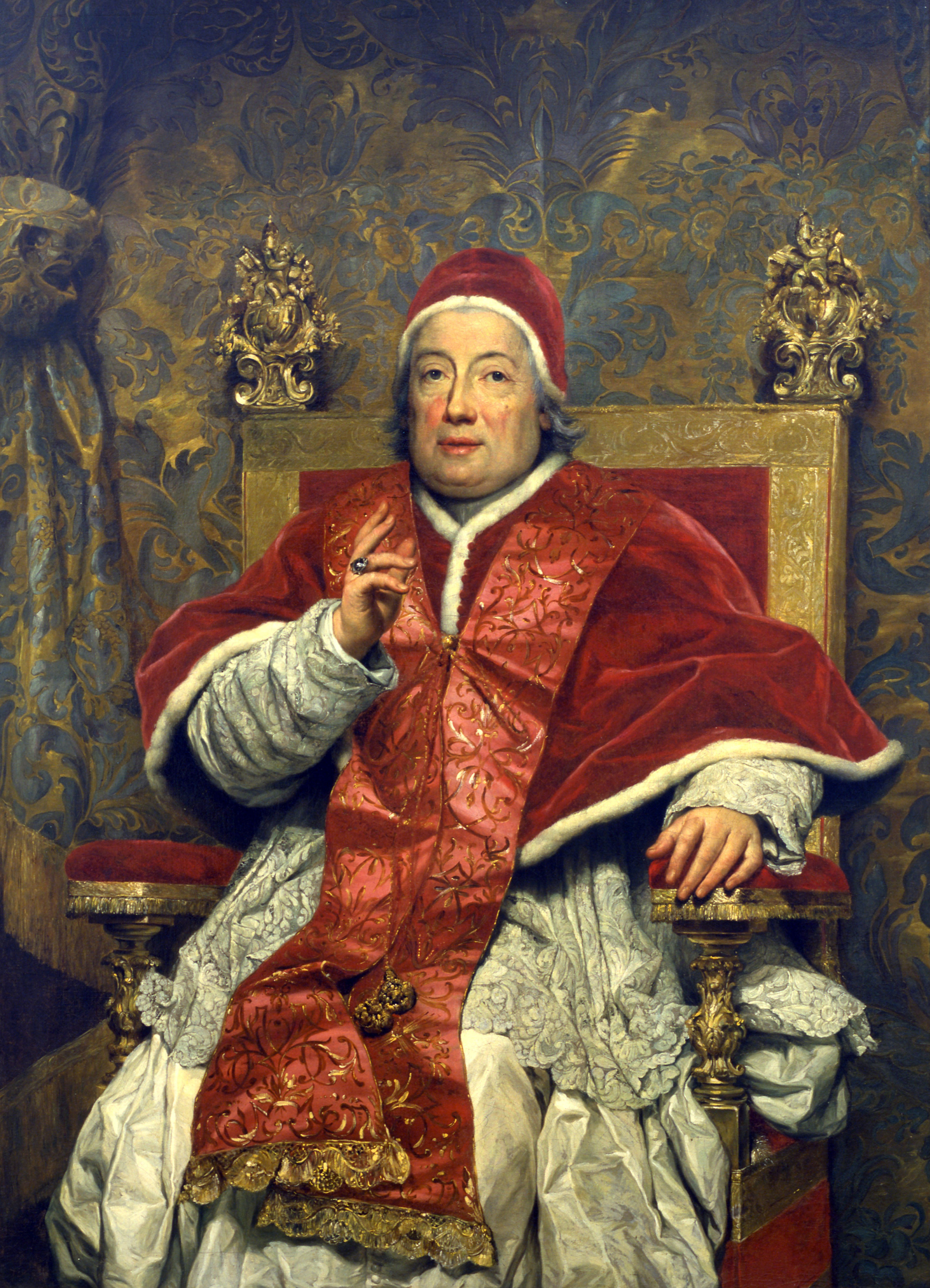
1759: Papst Clemens XIII.

- 1759: Die Enzyklika Appetente sacro von Papst Clemens XIII. erläutert die geistigen Vorteile des Fastens.
- 1908: In Rom wird die Jungfrau von Orleans, Jeanne d’Arc, von Papst Pius X. seliggesprochen.
- 1928: Mit der päpstlichen Bulle Divini cultus sanctitatem ruft Pius XI. dazu auf, gregorianischen Gesang und Kirchenmusik bei der Liturgie zu fördern.
- 1935: Papst Pius XI. veröffentlicht die Enzyklika Ad catholici sacerdotii. Sie gilt als Grundsatzwerk für Priesterausbildung und Priesteramt in der römisch-katholischen Kirche.
- 1988: Papst Johannes Paul II. ernennt Joachim Kardinal Meisner zum Erzbischof von Köln.

### Katastrophen
- 1942: Ein Erdbeben der Stärke 7,3 in Erbaa, Türkei, fordert rund 3.000 Tote.
- 1946: Ein Erdbeben der Stärke 8,1 in Tonankai, Japan, fordert 1.330 Todesopfer.
- 1987: Beim Untergang der philippinischen Fähre Doña Paz bei Mindoro nach einer Kollision mit dem Tanker Vector sterben 4.375 Passagiere und Besatzungsmitglieder der Doña Paz und 11 Besatzungsmitglieder der Vector. Es gibt insgesamt nur 26 Überlebende. Es handelt sich damit um das schwerste Schiffsunglück in Friedenszeiten.
- 1995: Eine aus Miami kommende Boeing 757 der American Airlines prallt während des Landeanflugs auf Cali, Kolumbien, wegen der Einstellung eines falschen NDB gegen einen Berg. 160 Menschen sterben, nur vier Menschen werden gerettet.

Kleinere Unglücksfälle sind in den Unterartikeln von Katastrophe und in der Liste von Katastrophen aufgeführt.

### Natur und Umwelt
- 2019: Der US-Kongress erklärt das White-Sands-National-Monument in New Mexico zum Nationalpark.

### Sport
- 1987: In Göteborg gewinnt das schwedische Tennisteam den Davis Cup gegen Indien.
- 1998: Die norwegische Frauen-Handballnationalmannschaft gewinnt zum ersten Mal den Europameistertitel. Im Finale in Amsterdam wird Titelverteidiger Dänemark mit 24:16 besiegt.
- 2009: Mit einem 25:22-Finalsieg über Frankreich gewinnt die russische Frauen-Handballnationalmannschaft in Nanjing die Handball-Weltmeisterschaft der Frauen.
- 2015: Mit einem 31:23-Finalsieg über die Niederlande gewinnt die norwegische Frauen-Handballnationalmannschaft in Herning zum dritten Mal die Handball-Weltmeisterschaft der Frauen.

Einträge von Leichtathletik-Weltrekorden befinden sich unter der jeweiligen Disziplin unter Leichtathletik.

## Geboren

### Vor dem 18. Jahrhundert
- 1494: Santi Buglioni, italienischer Bildhauer
- 1496: Joseph ha-Kohen, italienisch-jüdischer Arzt und Chronist
- 1519: Johann Schneidewein, deutscher Jurist
- 1532: Johann Günther I., Graf von Schwarzburg-Sondershausen
- 1537: Johann III., schwedischer König
- 1539: Paul Melissus, deutscher Schriftsteller, Übersetzer und Komponist
- 1576: Johannes Sarkander, mährischer Priester
- 1589: Antonius Aemilius, deutscher Historiker und Philosoph
- 1599: Niels Trolle, dänischer Staatsmann und Admiral
- 1600: Nicolas Sanson, französischer Kartograph
- 1601: Christoph von Houwald, königlich schwedischer, kursächsischer und Kurbrandenburger General, Herr der Herrschaft Straupitz, Maldeiten, Triecken und Posorten
- 1626: Veit Ludwig von Seckendorff, deutscher Gelehrter und Staatsmann
- 1629: Pieter de Hooch, holländischer Maler (Taufdatum)
- 1633: Abbas II., Schah von Persien
- 1648: Tommaso Ceva, italienischer Dichter und Mathematiker
- 1666: Richard O’Cahan, britischer Gouverneur von Menorca und Gibraltar
- 1669: Charlotte Marie von Sachsen-Jena, Herzogin von Sachsen-Weimar
- 1700: Charles-Augustin de Ferriol d’Argental, französischer Verwalter und Botschafter

### 18. Jahrhundert
- 1708: André Jordan, deutscher Kaufmann, Hofjuwelier und Wechselhändler
- 1712: Sawwa Jakowlew, russischer Unternehmer, Großindustrieller und Mäzen
- 1717: Charles Gravier, comte de Vergennes, französischer Botschafter und Außenminister
- 1721: Johann Georg Specht, Baumeister des Spätbarock
- 1722: Gebhard Werner von der Schulenburg, deutscher Hofmarschall
- 1724: Johann Nikolaus Seip, deutscher Theologe
- 1729: František Xaver Pokorný, böhmischer Violinist und Komponist
- 1735: Friedrich August Brand, österreichischer Maler und Kupferstecher
- 1736: Hans Moritz von Brühl, kursächsischer Diplomat, Wissenschaftler und Schachspieler
- 1738: Clodion, französischer Bildhauer
- 1740: Arthur Lee, US-amerikanischer Politiker und Diplomat
- 1742: Johann Ernst Schulz, deutscher Theologe
- 1743: Joachim Thomas Schuhbauer, deutscher Benediktinerpater und Pädagoge
- 1744: Johannes Lorenz Isenbiehl, deutscher Theologe
- 1746: Miguel José de Azanza, spanischer Offizier und Kolonialverwalter, Vizekönig von Neuspanien
- 1748: Jürgen von Ahlefeldt, deutscher Amtmann
- 1750: Isaak Daniel Itzig, königlich preußischer Hoffaktor und -bankier
- 1754: Joseph Schubert, deutscher Violinist, Bratschist und Komponist
- 1756: Joseph Christian Auracher von Aurach, österreichischer Generalmajor und Militärwissenschaftler
- 1762: David von Andrássy, ungarischer Militär
- 1764: Christian Gottlieb Berger, deutscher evangelischer Geistlicher
- 1766: James Turner, US-amerikanischer Politiker, Gouverneur von North Carolina
- 1771ː Sophie Auguste Tilebein, deutsche Malerin und Grafikerin, Salonnière in Stettin
- 1778: Sophie Anna von Reventlow, dänische Malerin
- 1780: John Wilson Croker, britischer Parlamentsredner, Dichter und Journalist
- 1783: Jean-Jacques-Caton Chenevière, Schweizer evangelischer Geistlicher und Hochschullehrer
- 1784: Karl August Gottlieb Dreist, deutscher Pädagoge
- 1784: Georg Wilhelm, deutscher Adliger, Fürst zu Schaumburg-Lippe
- 1798: Albert Dufour-Féronce, deutscher Bankier, Unternehmer und Eisenbahnpionier

### 19. Jahrhundert

#### 1801–1850

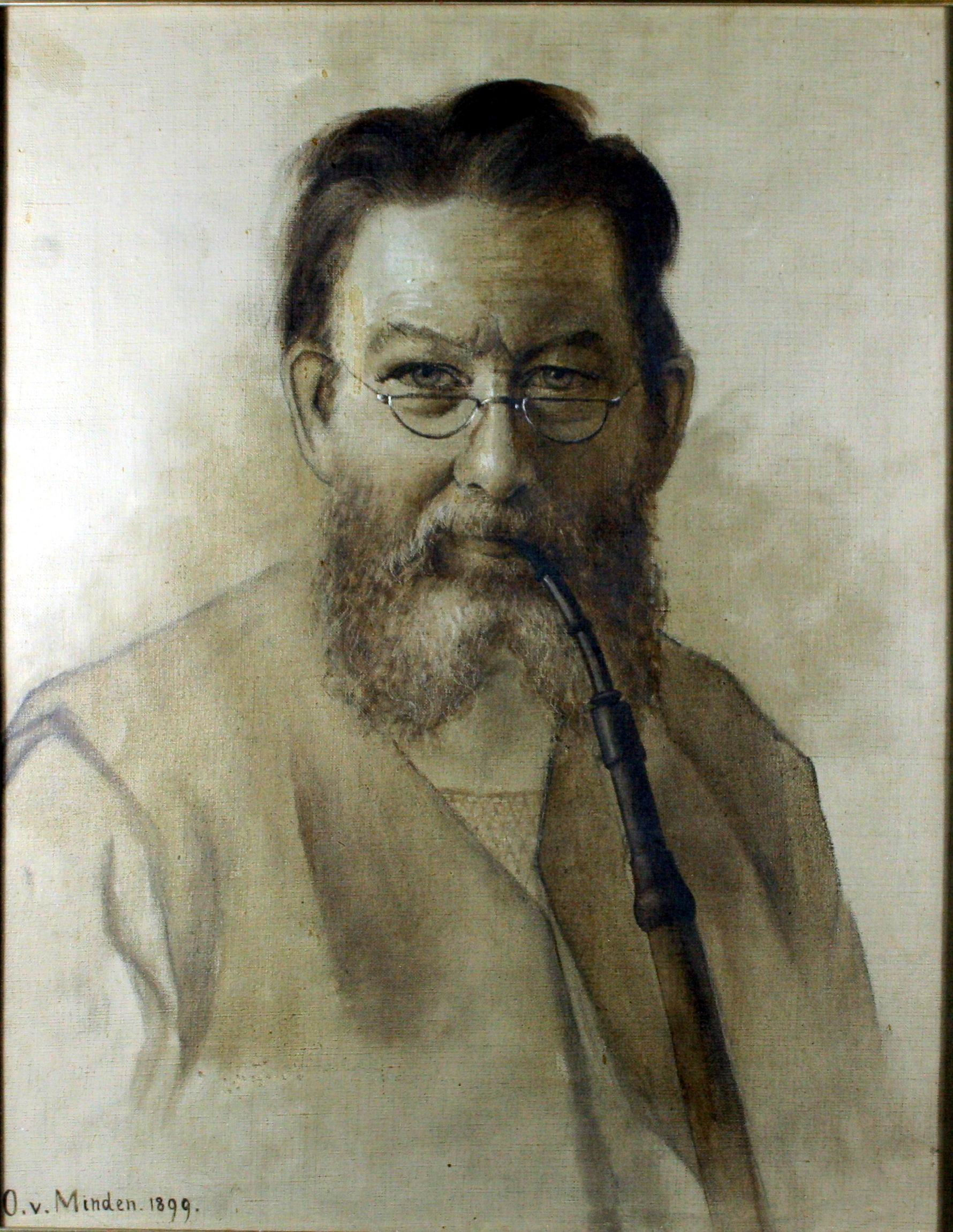
Julius Preller (* 1834)

- Julius Preller (* 1834)1803: Wilhelm von Bismarck-Briest, deutscher Politiker
- 1808: Anna Caroline Stelzner, deutsche Miniaturmalerin
- 1811: Karl Bogislaus Reichert, deutscher Anatom und Embryologe
- 1815: James Legge, britischer Sinologe und Übersetzer
- 1817: Ferdinand von Loehr, deutscher Mediziner, Politiker und Redakteur
- 1820: Mary Hemenway, US-amerikanische Philanthropin und Mäzenin
- 1825: Friedrich Grillo, deutscher Industrieller
- 1833: Samuel Mudd, US-amerikanischer Arzt
- 1834: Julius Preller, deutscher Landschaftsmaler und Fabrikdirektor
- 1835: Robert Lucius von Ballhausen, deutscher Politiker, MdL, MdR, preußischer Minister
- 1837: George Madison Adams, US-amerikanischer Politiker, Mitglied des Repräsentantenhauses
- 1837: Anton Foerster, slowenischer Komponist
- 1838: Edwin Abbott Abbott, britischer Schuldirektor, Theologe und Schriftsteller

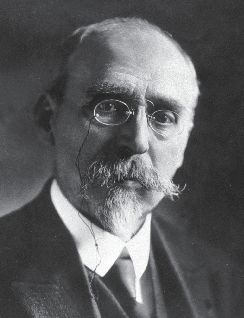
Ferdinand Buisson (* 1841)

- 1841: Ferdinand Buisson, französischer Pädagoge und Menschenrechtler, Friedensnobelpreisträger
- 1843: Arnold Niggli, Schweizerischer Musikhistoriker und -kritiker
- 1846: Ernst von Hessen-Philippsthal, letzter Titular-Landgraf von Hessen-Philippsthal
- 1847: Sape Talma, niederländischer Mediziner
- 1848: Hugo Nolthenius, niederländischer Komponist, Musikkritiker und Musikschriftsteller

#### 1851–1875
- 1851: Theodore E. Burton, US-amerikanischer Politiker, Mitglied des Repräsentantenhauses, Senator
- 1851: Knut Wicksell, schwedischer Ökonom
- 1854: Hermann Lenhartz, deutscher Mediziner
- 1854: Charles Wilda, österreichischer Maler
- 1856: Ferdinand Avenarius, deutscher Dichter
- 1856: Reginald Blomfield, britischer Landschaftsarchitekt
- 1857: Otto Crusius, deutscher Altphilologe
- 1858: Jan Toorop, niederländischer Maler, Mitbegründer der Holländischen Kunstgesellschaft

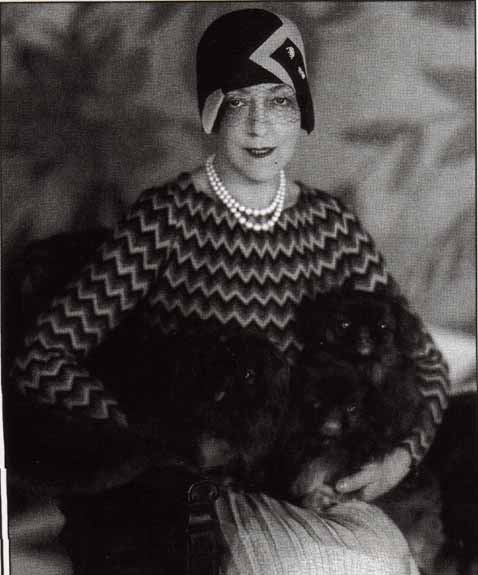
Elsie de Wolfe (* 1865)

- 1861: Emil Ritterling, deutscher Althistoriker und Provinzialrömischer Archäologe
- 1861: Ludwig Sauer, deutscher Organist
- 1865: Wilhelm Arning, deutscher Mediziner und Politiker, MdR, MdL
- 1865ː Elsie de Wolfe, Amerikas erste professionelle Innenarchitektin
- 1867: William Heffelfinger, US-amerikanischer American-Football-Spieler
- 1867: Fini Valdemar Henriques, dänischer Komponist und Geiger
- 1868: Arturo Alessandri Palma, chilenischer Politiker, Staatspräsident
- 1871: Andreas Blunck, deutscher Jurist und Politiker, MdHB, MdR, Reichsminister
- 1871: Henry Kimball Hadley, US-amerikanischer Komponist und Dirigent
- 1873: Léon Martin, französischer Politiker und Widerstandskämpfer
- 1873: Frank Welsman, kanadischer Dirigent, Musikpädagoge und Pianist
- 1874: Paul Fleurot, französischer Politiker
- 1875: Francesco Cantelli, italienischer Mathematiker

#### 1876–1900
- 1876: Walter Sydney Adams, US-amerikanischer Astronom
- 1876: Martha Müller-Grählert, deutsche Schriftstellerin
- 1880: Walter Brack, deutscher Schwimmer, Olympiasieger
- 1880: Eugen Münch, Schweizer Politiker
- 1881: Heinrich Drake, deutscher Politiker, MdL, MdR, Minister-, Landes- und Regierungspräsident von Lippe
- 1882: Max Sailer, deutscher Automobilrennfahrer
- 1883: Otakar Hřímalý, tschechischer Komponist
- 1884: Juozas Gruodis, litauischer Komponist und Musikpädagoge
- 1885: Miel van Leijden, niederländischer Fußballspieler
- 1886: Celestino Piaggio, argentinischer Komponist, Pianist und Dirigent
- 1886: Hazel Hotchkiss Wightman, US-amerikanische Tennisspielerin
- 1887: Jean Douarinou, französischer Autorennfahrer
- 1889: Otto Koehler, deutscher Zoologe und Ethologe
- 1889: Božidar Širola, kroatischer Komponist
- 1890: Jaroslav Heyrovský, tschechischer Physikochemiker, Nobelpreisträger
- 1893: Stephen Morehouse Avery, US-amerikanischer Drehbuchautor
- 1893: Charlotte Bühler, deutsche Psychologin
- 1893: Wilhelm Hollbach, deutscher Journalist, Oberbürgermeister von Frankfurt am Main
- 1893: Ludwig Schneider, deutscher Jurist und Politiker, Oberbürgermeister von Lüdenscheid, Richter am Verwaltungsgericht Kassel, MdL
- 1894: Robert Menzies, australischer Jurist und Politiker, Generalstaatsanwalt, Premierminister
- 1895: Susanne K. Langer, US-amerikanische Philosophin
- 1896: Rudolf Arnold, deutscher Parteifunktionär und Politiker, MdL
- 1896: Frederick Browning, britischer Generalleutnant und Generalsekretär im Kriegsministerium
- 1898: Irene Dunne, US-amerikanische Theater- und Filmschauspielerin
- 1898: Lazar Gulkowitsch, jüdischer Philologe
- 1899: Käthe Augenstein, deutsche Fotografin
- 1899: Hermann Claasen, deutscher Fotograf
- 1899: Finn Ronne, norwegisch-US-amerikanischer Antarktisforscher und Schriftsteller
- 1900: Lissy Arna, deutsche Schauspielerin
- 1900: Ted Fiorito, US-amerikanischer Jazzmusiker

### 20. Jahrhundert

#### 1901–1925

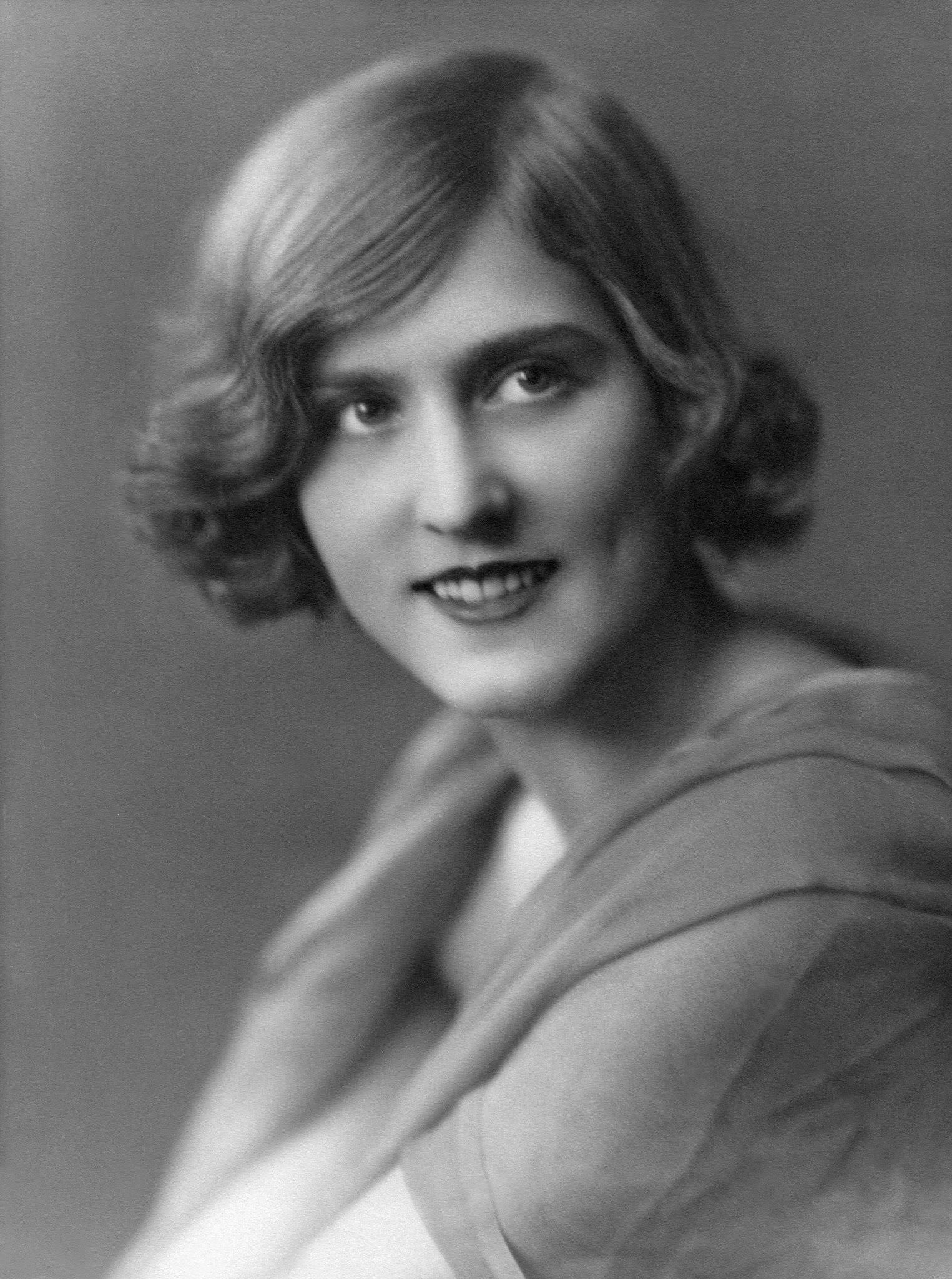
Daisy Spies (* 1905)

- 1901: Robert Jemison Van de Graaff, US-amerikanischer Physiker
- 1902: George, 1. Duke of Kent, Mitglied der britischen Königsfamilie
- 1903: Georges Antenen, Schweizer Radrennfahrer
- 1905: Daisy Spies, russisch-deutsche Balletttänzerin und Choreographin
- 1906: John Ludovic Ford, britischer Autorennfahrer
- 1907: Cousin Joe, US-amerikanischer Blues-Musiker
- 1907: Leny Marenbach, deutsche Schauspielerin
- 1907: Paul Francis Webster, US-amerikanischer Songtexter
- 1908: Herbert A. Frenzel, deutscher Skandinavist, Journalist, Übersetzer und Theaterwissenschaftler
- 1908: Enrique Giaverini, chilenischer Boxer
- 1908: Klaus Katterbach, deutscher Physiker
- 1909: Erdet Wenxiu, Nebenfrau des letzten Kaisers von China

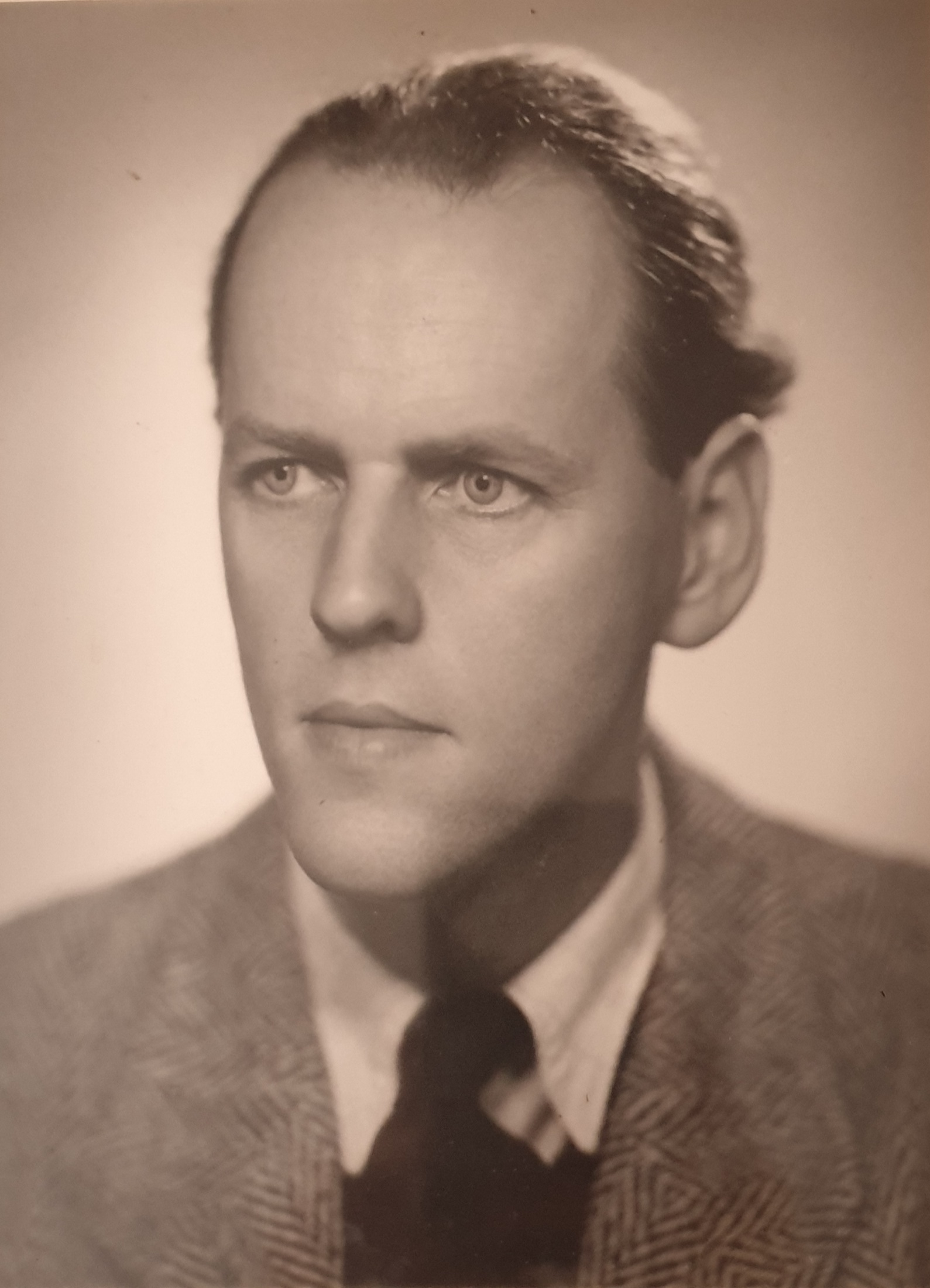
Vagn Holmboe (* 1909)

- 1909: Vagn Holmboe, dänischer Komponist
- 1910: Hillevi Svedberg, schwedische Architektin
- 1911: Peter Robens, deutscher Leichtathlet
- 1912: Walter Henn, deutscher Architekt, Bauingenieur und Hochschullehrer
- 1912: Avelino Muñoz, panamaischer Pianist, Organist, Dirigent, Arrangeur und Komponist
- 1913: Giorgio Ansoldi, italienischer Filmschaffender
- 1914: Alfred Hoffmann, deutscher Eishockeyspieler
- 1915: Ilija Džuvalekovski, mazedonischer Schauspieler
- 1915: Aziz Nesin, türkischer Pädagoge und Schriftsteller
- 1916: Helge Halkjær, dänischer Ruderer
- 1917: David Bohm, US-amerikanischer Quantenphysiker
- 1917: Klaus Flesche, deutscher Architekt und Industriedesigner
- 1919: Nicolás Urcelay, mexikanischer Sänger
- 1920: Gerhart Baumann, deutscher Germanist
- 1920: Bruni Löbel, deutsche Schauspielerin
- 1920: Antonio Morel, dominikanischer Merenguemusiker
- 1921: Horst Ankermann, deutscher Pharmakologe und Bildhauer
- 1921: Gomi Kōsuke, japanischer Schriftsteller
- 1921: George Roy Hill, US-amerikanischer Schauspieler, Autor und Regisseur
- 1922: Walter Eichenberg, deutscher Komponist und Musiker
- 1922: Tony Vaccaro, US-amerikanischer Fotograf
- 1923: Rod Amateau, US-amerikanischer Drehbuchautor, Produzent und Regisseur
- 1923: Ignace Raad, libanesischer Erzbischof
- 1923: Marlene Reidel, deutsche Malerin, Illustratorin und Kinderbuchautorin
- 1924: Werner Arens, deutscher Theologe
- 1924: Walter Davy, österreichischer Regisseur und Schauspieler
- 1924: Karl-Heinz Heimann, deutscher Fußballspieler und Sportjournalist
- 1924: Peter Janisch, österreichischer Filmschauspieler
- 1924: Friederike Mayröcker, österreichische Schriftstellerin
- 1925: Fred Angerer, deutscher Architekt
- 1925: Mahathir bin Mohamad, malaysischer Arzt und Politiker, Premierminister

#### 1926–1950

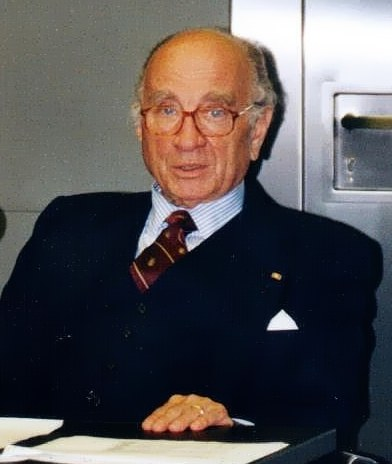
Otto Graf Lambsdorff (* 1926)

- 1926: Otto Graf Lambsdorff, deutscher Politiker, MdB, Bundesminister
- 1926: Piero Operto, italienischer Fußballspieler
- 1927: Kim Young-sam, südkoreanischer Politiker, Staatspräsident
- 1927: Christopher Knopf, US-amerikanischer Drehbuchautor
- 1927: Edward Shaske, kanadischer Sportschütze
- 1928: Tatjana Birschtein, sowjetisch-russische Physikerin
- 1928: Jack Christiansen, US-amerikanischer American-Football-Spieler und -Trainer
- 1929: Carlo Fassi, italienischer Eiskunstläufer und Eiskunstlauftrainer
- 1929: Heinrich Gehring, deutscher Jurist
- 1930: Rudi Felgenheier, deutscher Motorradrennfahrer
- 1930: Pat Hare, US-amerikanischer Blues-Musiker
- 1930: Volker Klotz, deutscher Literaturwissenschaftler, Theaterkritiker und Dramaturg
- 1930: Valentina Kameníková, ukrainische Pianistin und Musikpädagogin
- 1931: Josef Maria Horváth, österreichischer Komponist und Pianist ungarischer Herkunft
- 1932: John Hillerman, US-amerikanischer Schauspieler
- 1932: Teijirō Tanikawa, japanischer Schwimmer
- 1933: Rik Van Looy, belgischer Radrennfahrer
- 1933ː Jean Carnahan, US-amerikanische Politikerin und Senatorin
- 1934: Fatima Ahmed Ibrahim, sudanesische Frauenrechtlerin
- 1934: Julius Riyadi Darmaatmadja, indonesischer Erzbischof und Kardinal
- 1935: Christopher Shaman Abba, nigerianischer Bischof
- 1937: Manfred Lahnstein, deutscher Politiker, Manager und Unternehmensberater, Bundesminister, MdB, Kanzleramtschef
- 1937: Hermann Stehr, deutscher Bildhauer und Maler
- 1937: Ekkehard Wachmann, deutscher Entomologe
- 1938: Maren Collin, deutsche Leichtathletin
- 1939: Szabolcs Esztényi, polnischer Komponist, Pianist, Klavierimprovisator und Musikpädagoge
- 1939: Kathryn Joosten, US-amerikanische Schauspielerin
- 1939: Bill Keith, US-amerikanischer Bluegrass-Musiker
- 1939: Paul Zulehner, österreichischer Theologieprofessor und Dekan
- 1940: Klaus Kada, österreichischer Architekt und Universitätsprofessor
- 1942: Paul Dräger, deutscher Klassischer Philologe und Wissenschaftshistoriker
- 1942: Bob Hayes, US-amerikanischer Sprinter und American-Football-Spieler, Olympiasieger
- 1942: Raimo Suikkanen, finnischer Radsportler
- 1942: Jean-Claude Trichet, französischer Finanzexperte und -politiker, Präsident der Europäischen Zentralbank
- 1942: Larry Willis, US-amerikanischer Musiker
- 1942: Roger Woodward, australischer Pianist, Musikpädagoge und Komponist
- 1944: Amara Essy, ivorischer Politiker, Außenminister, Generalsekretär der OAU und der Afrikanischen Union
- 1944: Christoph Franke, deutscher Fußballspieler und -trainer
- 1944: Gernot Wolfgruber, österreichischer Schriftsteller
- 1945: Peter Criss, US-amerikanischer Musiker und Sänger
- 1945: Jürg Laederach, Schweizer Schriftsteller
- 1945: Arno Schmidt, deutscher Politiker, MdB
- 1945: Tom Tancredo, US-amerikanischer Politiker, Mitglied des Repräsentantenhauses
- 1946: Georges Darms, Schweizer Indogermanist und Romanist
- 1946: Uri Geller, israelischer Bühnenmagier
- 1946: Dick Wolf, US-amerikanischer TV-Produzent
- 1947: Simon Beck, liechtensteinischer Rennrodler
- 1947: Gigliola Cinquetti, italienische Sängerin
- 1947: Wilfried Krüger, deutscher Musiker
- 1947: Marlene Rupprecht, deutsche Politikerin, MdB
- 1947: Franz Sales Sklenitzka, österreichischer Schriftsteller und Grafiker
- 1948: George Dyer, US-amerikanischer Autorennfahrer
- 1948: Abdulrazak Gurnah, tansanischer Schriftsteller
- 1948: Ronald M. Hahn, deutscher Schriftsteller und Übersetzer
- 1948: Uchida Mitsuko, japanische Pianistin
- 1948: Alan Parsons, britischer Musiker
- 1948: Beatrice Richter, deutsche Schauspielerin
- 1948: Giuliana Sgrena, italienische Journalistin
- 1949: Vojin Jovanović, jugoslawischer Fußballspieler
- 1950: Bongi Makeba, südafrikanische Sängerin und Songschreiberin

#### 1951–1975
- 1951: Kate Atkinson, britische Schriftstellerin
- 1951: Wau Holland, deutscher Journalist, Hacker und Gründer des Chaos Computer Clubs
- 1952: Jenny Agutter, britische Schauspielerin
- 1952: Ray Bumatai, US-amerikanischer Schauspieler, Komödiant und Musiker
- 1952: Frederick Schipizky, kanadischer Kontrabassist und Komponist
- 1952: Lena Strothmann, deutsche Politikerin, MdB
- 1954: Coleen Rowley, US-amerikanische Whistleblowerin und FBI-Agentin
- 1955: Hideki Noda, japanischer Dramatiker und Schauspieler
- 1955: Martin Schulz, deutscher Politiker, MdEP, Präsident des Europäischen Parlaments
- 1956: Mohamed Ould Abdel Aziz, mauretanischer Offizier und Politiker, Staatspräsident, Präsident der Afrikanischen Union
- 1957: Billy Bragg, britischer Sänger und Songschreiber
- 1957: Piet Klocke, deutscher KomödiantPiet Klocke (* 1957)

Piet Klocke (* 1957)

- 1957: Arturs Maskats, lettischer Komponist
- 1957: Mike Watt, US-amerikanischer Musiker und Produzent
- 1958: Jürgen Raab, deutscher Fußballspieler und -trainer
- 1959: Ramazan Avcı, türkisches Terroropfer
- 1959: Hildegard Körner, deutsche Leichtathletin
- 1959: Kazimierz Marcinkiewicz, polnischer Politiker, Ministerpräsident
- 1961: Freddie Spencer, US-amerikanischer Motorradrennfahrer
- 1961: Christian Zirkelbach, deutscher Leichtathlet
- 1962ː Milda Vainiutė, litauische Juristin, Verfassungsrechtlerin und Hochschullehrerin
- 1963: Mats Gren, schwedischer Fußballspieler und -trainer
- 1963: Elena von Spanien, spanische Prinzessin, Herzogin von Lugo
- 1964: Carolin Hecht, deutsche Drehbuchautorin
- 1964: Gabriela Ortiz, mexikanische Komponistin
- 1966: Chris Robinson, US-amerikanischer Rockmusiker
- 1968: Hans-Jochen Wagner, deutscher Schauspieler
- 1968: Karl Wendlinger, österreichischer Autorennfahrer
- 1969: Alain de Botton, Schweizer Schriftsteller
- 1968: Carsten Ohle, deutscher Handballspieler
- 1969: Jacek Dembiński, polnischer Fußballspieler
- 1969: Michael Fellmann, deutscher Segelsportler
- 1969: Paul T. Grasshoff, deutscher Schauspieler
- 1969: Serhij Holubyzkyj, ukrainischer Fechter, Olympiamedaillengewinner, Weltmeister
- 1970: Nicole de Boer, kanadische Schauspielerin
- 1970: Juraj Vajó, slowakischer Komponist und Musikpädagoge
- 1971: Thomas Gebhart, deutscher Politiker, MdL, MdB, Parlamentarischer Staatssekretär

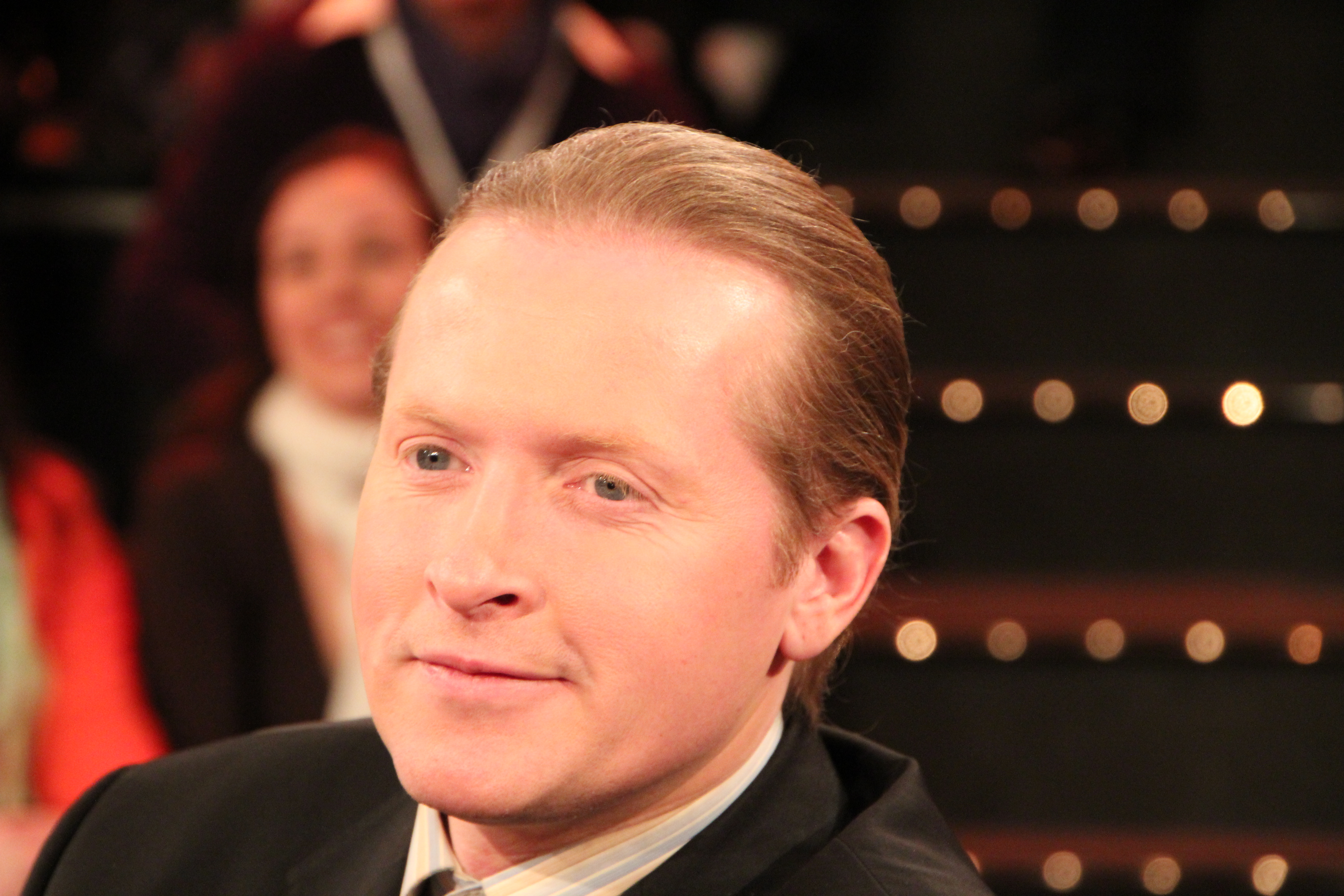
Joey Kelly (* 1972)

- 1972: Joey Kelly, deutsch-irischer Musiker und Extremsportler (Kelly Family)
- 1972: Anja Rücker, deutsche Leichtathletin, Olympiamedaillengewinnerin, Weltmeisterin
- 1972: Alexandre Willaume, dänischer Schauspieler und Maler
- 1974: Pietro Piller Cottrer, italienischer Skilangläufer, Weltmeister, Olympiasieger
- 1974: Carlos Da Cruz, französischer Radrennfahrer
- 1975: Vasilis Anastopoulos, griechischer Radrennfahrer
- 1975: Alexander Jon Herrmann, deutscher Politiker

#### 1976–2000
- 1976: Rafael Calero, andorranischer Fußballspieler
- 1978: Emmanuel Akwuegbu, nigerianischer Fußballspieler
- 1979: Ehud Asherie, US-amerikanischer Jazzmusiker
- 1979: Ramón Rodríguez, US-amerikanischer Schauspieler, Model und Tänzer
- 1979: Michael Rogers, australischer Radrennfahrer
- 1980: Michael Albasini, Schweizer Radrennfahrer
- 1980: Israel Castro, mexikanischer Fußballspieler
- 1980: Ashley Cole, englischer Fußballspieler
- 1980: Martín Demichelis, argentinischer Fußballspieler
- 1980: Sebastian Halgasch, deutscher Schwimmer
- 1980: Fitz Hall, englischer Fußballspieler
- 1981: Julien Benneteau, französischer Tennisspieler
- 1982: Keny Arkana, französische Rapperin
- 1982: David Wright, US-amerikanischer Baseballspieler

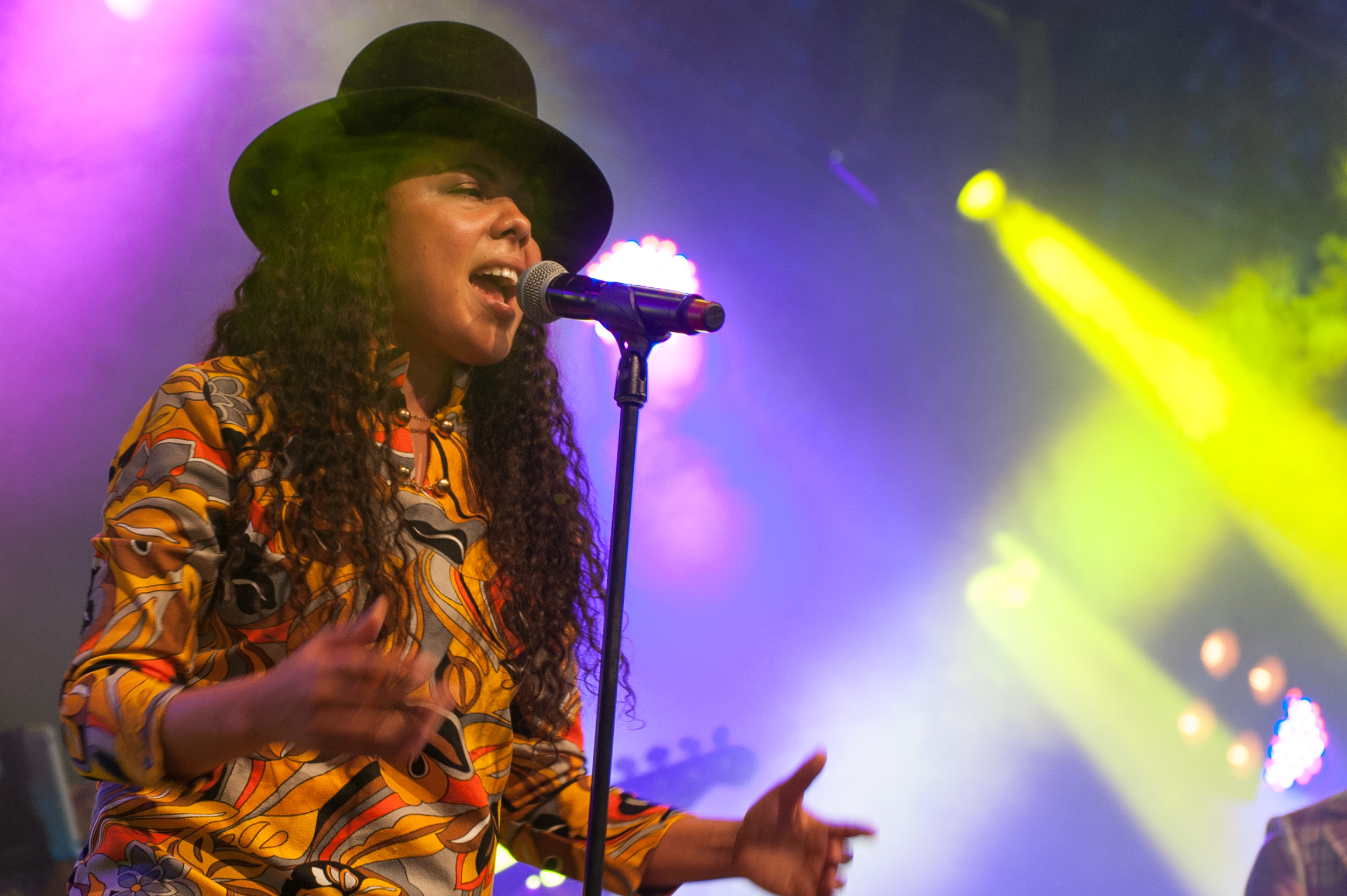
Mapei (* 1983)

- 1983: Mapei, schwedisch-amerikanische Sängerin
- 1983: Lara Stone, niederländisches Model und Schauspielerin
- 1984: Şenol Akın, türkischer Fußballspieler
- 1985: Ilijan Mizanski, bulgarischer Fußballspieler
- 1986: Fabienne Humm, Schweizer Fußballspielerin
- 1986: Urata Rama, kosovarische Sportschützin
- 1986: Patrick Scherrer, österreichischer Fußballspieler
- 1987: Matteo Busato, italienischer Radrennfahrer
- 1987: Taliana Vargas, kolumbianische Schauspielerin und Model
- 1988: Franziska Mietzner, deutsche Handballspielerin
- 1990ː Helene Mayer, deutsche Florettfechterin und Olympiasiegerin
- 1990: JoJo, US-amerikanische Sängerin
- 1991: Jorginho, brasilianisch-italienischer Fußballspieler
- 1991: Fabian Schär, Schweizer Fußballspieler
- 1992: Martin Čater, slowenischer Skirennläufer
- 1992: Janina Elkin, deutsche Schauspielerin
- 1992: Marcel Ziegl, österreichischer Fußballspieler
- 1993: Andrea Belotti, italienischer Fußballspieler
- 1994: Giulio Ciccone, italienischer Radrennfahrer
- 1994: Jacko Gill, neuseeländischer Leichtathlet
- 1994: Emmanuel Niyoyabikoze, burundischer Entbindungspfleger und Umweltaktivist
- 1995: Feliks Zemdegs, australischer Speedcuber
- 1997: Nazlati Mohamed, komorische Schwimmerin
- 1997: Suzuka Nakamoto, japanische Sängerin
- 1998: Rick van Drongelen, niederländischer Fußballspieler
- 1998: Kylian Mbappé, französischer Fußballspieler, Weltmeister

### 21. Jahrhundert
- 2003: Leopold Querfeld, österreichischer Fußballspieler

## Gestorben

### Vor dem 16. Jahrhundert
- 0069: Vitellius, römischer Kaiser
- 0217: Zephyrinus, Bischof von Rom
- 0639: Chintila, König der Westgoten
- 0860: Æthelbald, zweiter Sohn des angelsächsischen Königs von Wessex Æthelwulf
- 0910: Alfons III., König von Asturien
- 0915: Hoger, Erzbischof von Hamburg-Bremen
- 1015: Eido I., Bischof von Meißen

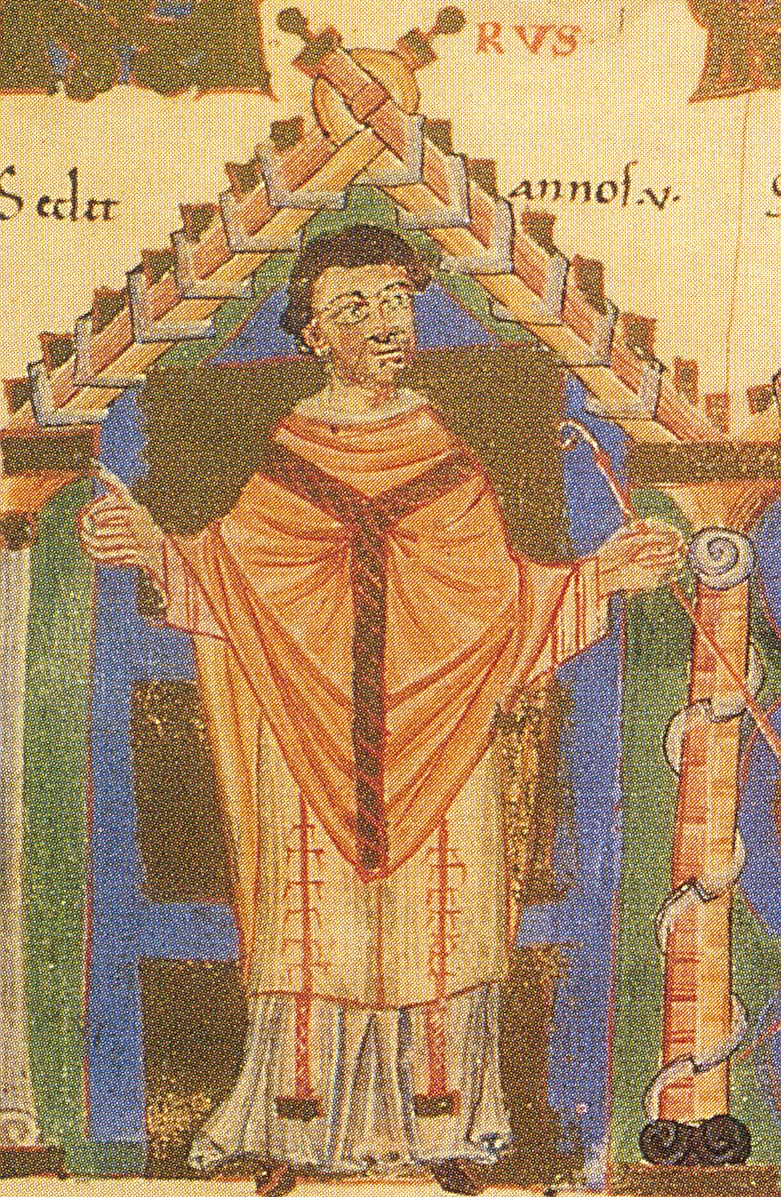
Gundekar I.
(† 1019)

- 1019: Gundekar I., Fürstbischof von Eichstätt
- 1021: Walther, Fürstbischof von Eichstätt
- 1073: Dominikus von Silos, Heiliger der katholischen Kirche
- 1125: Rudgar von Veltheim, Erzbischof von Magdeburg
- 1170: Abu l-Muzaffar Yusuf ibn Muhammad al-Muqtafi l-Mustandschid bi-'llah, Kalif der Abbasiden
- 1197: Albert III. von Bogen, Graf von Bogen und Windberg sowie Vogt von Prüfening, Oberaltaich und Windberg
- 1200: Adélaïde de Toulouse, Vizegräfin von Béziers und Carcassonne
- 1200: Gilbert Hérail, Großmeister des Templerordens
- 1258: Bruno von Isenberg, Bischof von Osnabrück
- 1281: Hartmann von Habsburg, Graf von Habsburg
- 1295: Margarete von der Provence, französische Königin
- 1306: Friedrich I. von Lichtenberg, Bischof von Straßburg
- 1310: Pedro Rodríguez, Bischof von Burgos
- 1355: Stefan Uroš IV. Dušan, Zar von Serbien
- 1356: Gaillard de la Mothe, französischer Kardinal
- 1408: Heinrich Eger von Kalkar, deutscher kartäusischer Mystiker und Choraltheoretiker
- 1421: Johannes II. von Schlamstorf, Erzbischof von Bremen
- 1448: Jan z Příbrami, böhmischer Priester, Theologe der Hussiten und Schriftsteller
- 1459: Petrus II. Vältl, bayerischer Benediktiner
- 1478: Johann V. von Venningen, Bischof von Basel
- 1480: Anne Neville, Duchess of Buckingham, englische Adelige
- 1483: Stephan Grube, Erzbischof von Riga

### 16. bis 18. Jahrhundert
- 1550: Matthias Greitter, Kantor und Komponist

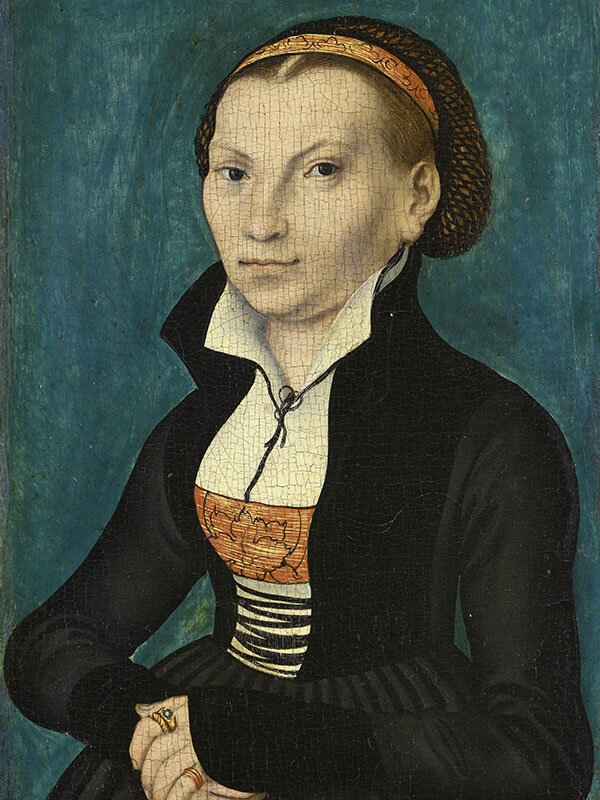
Katharina von Bora
(† 1552)

- 1552: Katharina von Bora, deutsche Adlige und Ehefrau von Martin Luther
- 1552: Charles de Chabannes, französischer Adliger und Militär
- 1558: Leonhard Brunner, deutscher lutherischer Theologe, Pädagoge und Reformator
- 1570: Sebastian Fröschel, deutscher lutherischer Theologe
- 1576: Henri de Saint-Sulpice, Günstling des französischen Königs Heinrich III.
- 1590: Ambroise Paré, französischer Chirurg
- 1597: Wolfgang von Ysenburg-Ronneburg, Regent des Amts Langen
- 1632: Melchior Borchgrevinck, dänischer Komponist und Hofkapellmeister
- 1642: Christian Carpzov, deutscher Jurist und Rechtswissenschaftler
- 1644: Albrecht von Sachsen-Eisenach, Herzog von Sachsen-Eisenach
- 1656: David Beck, niederländischer Maler
- 1664: Andreas Virginius, deutschbaltischer Theologe und lutherischer Bischof von Estland
- 1674: Peter Musaeus, deutscher evangelischer Theologe, Logiker und Metaphysiker
- 1679: Moritz von Nassau, genannt „der Brasilianer“, Fürst von Nassau-Siegen, niederländischer Feldmarschall und Staatsmann
- 1680: Elisabeth Sophia von Sachsen-Altenburg, Herzogin von Sachsen-Gotha
- 1698: Friedrich Karl, Herzog von Württemberg-Winnental
- 1703: Giuseppe Nuvolone, italienischer Maler und Freskant
- 1708: Willem van Bemmel, niederländischer Maler
- 1708: Henry Thynne, englischer Politiker
- 1716: Anton Günther II., Fürst von Schwarzburg, Graf von Hohnstein, Herr von Sondershausen, Arnstadt und Leutenberg
- 1716: Susanna Maria von Sandrart, deutsche Zeichnerin und Kupferstecherin in Nürnberg
- 1720: Anselm Schramb, österreichischer Benediktinermönch, Historiker, Philologe und Bibliothekar
- 1722: Kangxi, Kaiser von China
- 1727: Johann Andreas Danz, deutscher lutherischer Theologe und Orientalist
- 1738: Christian Vitzthum von Eckstädt, polnischer und kursächsischer Oberst
- 1748: Simon Paul Hilscher, deutscher Mediziner
- 1749: Isaak Steiger, Schultheiss von Bern
- 1764: Erik Pontoppidan der Jüngere, dänischer Theologe, Prediger, Historiker und Autor
- 1765: Louis Ferdinand de Bourbon, dauphin de Viennois, Sohn und Thronfolger Ludwigs XV. von Frankreich
- 1765: Maria Flint, deutsche Kindesmörderin
- 1766: Giorgio Massari, venezianischer Architekt
- 1779: Johann Philipp Burckhard Asbrand, deutscher Theologe

### 19. Jahrhundert
- 1802: Carl Gottlob Beck, deutscher Buchdrucker, Buchhändler und Gründer des Verlages C. H. Beck
- 1810: Maria Theresia von Ahlefeldt, deutsch-dänische Komponistin und Pianistin
- 1813: August Christian Lebrecht von Krafft, königlich preußischer Generalmajor
- 1828: Christian Gottlieb Kühn, deutscher Bildhauer
- 1829: Charles FitzRoy, britischer General und Politiker
- 1838: Kaspar Maria von Sternberg, böhmischer Theologe, Politiker, Mineraloge, Botaniker und Sachbuchautor, Gründer des Nationalmuseums in Prag
- 1844: Peter Joseph Imhoff, deutscher Bildhauer
- 1855: Hans Heinrich X. Fürst von Pless, deutscher Standesherr und Montanindustrieller

Eduarda Mansilla († 1892)

- 1864: Josef Proksch, tschechisch-deutscher Komponist, Pianist und Sachbuchautor
- 1866: Theodor Friedrich Wilhelm Märklin, deutscher Unternehmer, Gründer der Spielzeugfirma Märklin
- 1882: Friedrich Ludwig Wilhelm Herbst, deutscher Pädagoge, Philologe, Lexikograf und Historiker
- 1872: Peter Jakob Felber, Schweizer Mediziner, Journalist und Politiker
- 1884: John Chisum, US-amerikanischer Rinderbaron, Bauunternehmer und Pionier
- 1884: Domenico Consolini, italienischer Kurienkardinal
- 1884: José Güell y Renté, kubanisch-spanischer Politiker und Schriftsteller
- 1885: Karl Huber, rumäniendeutscher Komponist, Geiger, Dirigent und Musikpädagoge
- 1887: František Hegenbarth, tschechischer Cellist und Musikpädagoge
- 1892: Eduarda Mansilla, argentinische Schriftstellerin, Journalistin und Komponistin

### 20. Jahrhundert

#### 1901–1950
- 1903: Kornél Ábrányi, ungarischer Pianist, Schriftsteller, Musiktheoretiker, Komponist und Musiker
- 1904: Alexandrine von Baden, badische Adlige
- 1907: Thomas Annandale, britischer Chirurg
- 1908: Benjamin Ipavec, slowenischer Komponist
- 1910: Angelo Neumann, deutscher Sänger (Bariton), Theaterintendant und Autor
- 1916: William Wallace Gilchrist, US-amerikanischer Komponist
- 1916: Ernst Noelle, deutscher Stahlbauunternehmer
- 1917: Eric Campbell, britischer Schauspieler
- 1918: Ali ibn Hammud, Sultan von Sansibar
- 1921: Julius Richard Petri, Bakteriologe
- 1922: Hermann Struckmann, deutscher Jurist, Oberlandesgerichtsrat, Geheimrat, Reichskommissar
- 1926: Giuseppe Magrini, italienischer Cellist, Musikpädagoge und Komponist
- 1927: Michael Georg Conrad, deutscher Schriftsteller, MdR
- 1928: Hippolyte Dreyfus-Barney, französischer Bahai
- 1930: Ernst Amme, deutscher Ingenieur und Industrieller
- 1931: Gustaf Kossinna, deutscher Philologe und Archäologe
- 1934: Nikolai Jakowlewitsch Marr, georgisch-russischer Sprachwissenschaftler und Orientalist
- 1937: Erich Ludendorff, deutscher General und Politiker, Chef der Obersten Heeresleitung, MdR, Teilnehmer des Hitlerputsches
- 1942: Dan Ahearn, US-amerikanischer Leichtathlet
- 1942: Jean Gilbert, deutscher Komponist und Dirigent

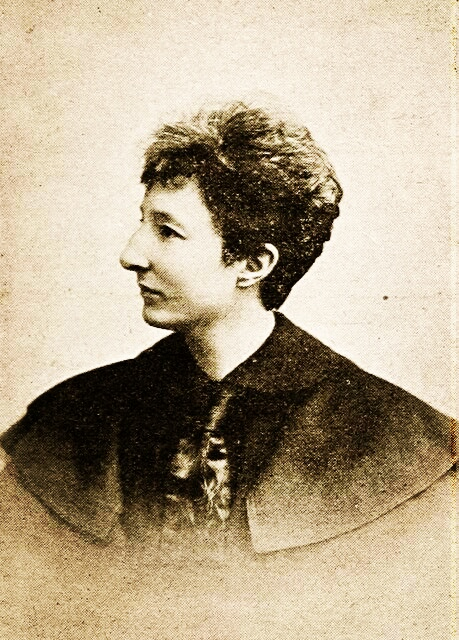
Anita Augspurg († 1943)

- 1943: Anita Augspurg, deutsche Juristin, Frauenrechtlerin und Pazifistin
- 1944: Caesar von Hofacker, deutscher Offizier, Widerstandskämpfer des 20. Juli 1944
- 1944: Merna Kennedy, US-amerikanische Schauspielerin
- 1947: Benigno Aquino senior, philippinischer Politiker
- 1948: Christopher Rawdon Briggs, englischer Geiger und Musikpädagoge
- 1948: C. Aubrey Smith, britischer Schauspieler
- 1949: Wilhelm Weigand, deutscher Dichter und Schriftsteller

#### 1951–1975
- 1951: Franz Rudolf Bornewasser, deutscher Priester, Weihbischof von Köln, Bischof von Trier, Erzbischof
- 1952: Heinrich Lilienfein, deutscher Schriftsteller, Generalsekretär der Deutschen Schillerstiftung
- 1952ː Elisabeth Wolff-Zimmermann, deutsche Malerin und Grafikerin
- 1954: Emilis Melngailis, lettischer Komponist
- 1957: Emil Pirchan, österreichischer Bühnenbildner, Maler, Architekt und Schriftsteller
- 1958: Constantin Brăiloiu, rumänischer Komponist und Musikethnologe
- 1960: Wilhelm Kosch, österreichischer Literaturhistoriker und Lexikograph
- 1961: Moss Hart, US-amerikanischer Schriftsteller
- 1961: Luis Abraham Delgadillo, nicaraguanischer Komponist
- 1961: Rafael J. Tello, mexikanischer Komponist
- 1962: Emil Artin, österreichischer Mathematiker
- 1963: Paul Constantinescu, rumänischer Komponist
- 1965: Charlie Burse, US-amerikanischer Blues-Musiker
- 1965: Egon Freiherr von Eickstedt, deutscher Anthropologe
- 1966: Mert Plunkett, kanadischer Impresario und Komponist
- 1966: Karl Purrmann, deutscher Maler
- 1967: Benno Adolph, deutscher Mediziner, Arzt in verschiedenen Konzentrationslagern

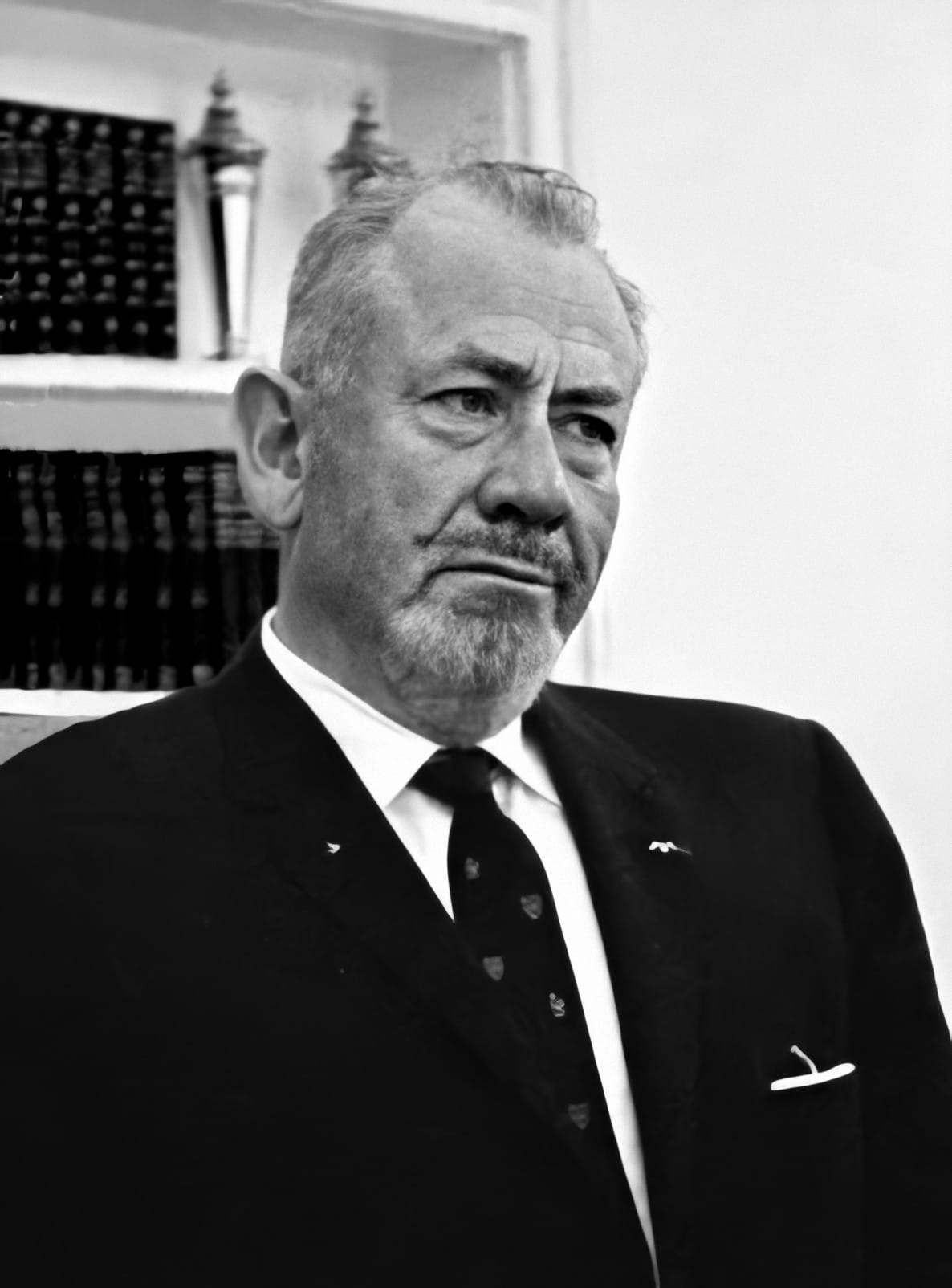
John Steinbeck († 1968)

- 1968: John Steinbeck, US-amerikanischer Schriftsteller, Nobelpreisträger
- 1968: Max Brod, österreichisch-israelischer Schriftsteller, Übersetzer und Komponist
- 1969: James H. Duff, US-amerikanischer Politiker, Gouverneur von Pennsylvania, Senator
- 1971: Amerigo Bartoli, italienischer Maler und Karikaturist
- 1972: Günter Eich, deutscher Hörspielautor und Lyriker
- 1972: René del Risco Bermúdez, dominikanischer Schriftsteller
- 1973: Luis Carrero Blanco, spanischer Marineoffizier und Politiker, Premierminister
- 1973: Bobby Darin, US-amerikanischer Musiker, Entertainer und Schauspieler
- 1973: Käthe von Nagy, ungarische Schauspielerin
- 1974: André Jolivet, französischer Komponist
- 1974: Kaname Akamatsu, japanischer Ökonom

#### 1976–2000
- 1976: Ned Washington, US-amerikanischer Liedtexter
- 1977: Henry Tandey, englischer Soldat, Empfänger des Victoria Cross und höchstdekorierter britischer Private des Ersten Weltkriegs
- 1979: José Loreto Arismendi, venezolanischer Rechtsanwalt und Politiker, Minister
- 1982: Rudolf Werner Ackermann, deutscher Maler
- 1982: Milan Ristić, serbischer Komponist und Pianist

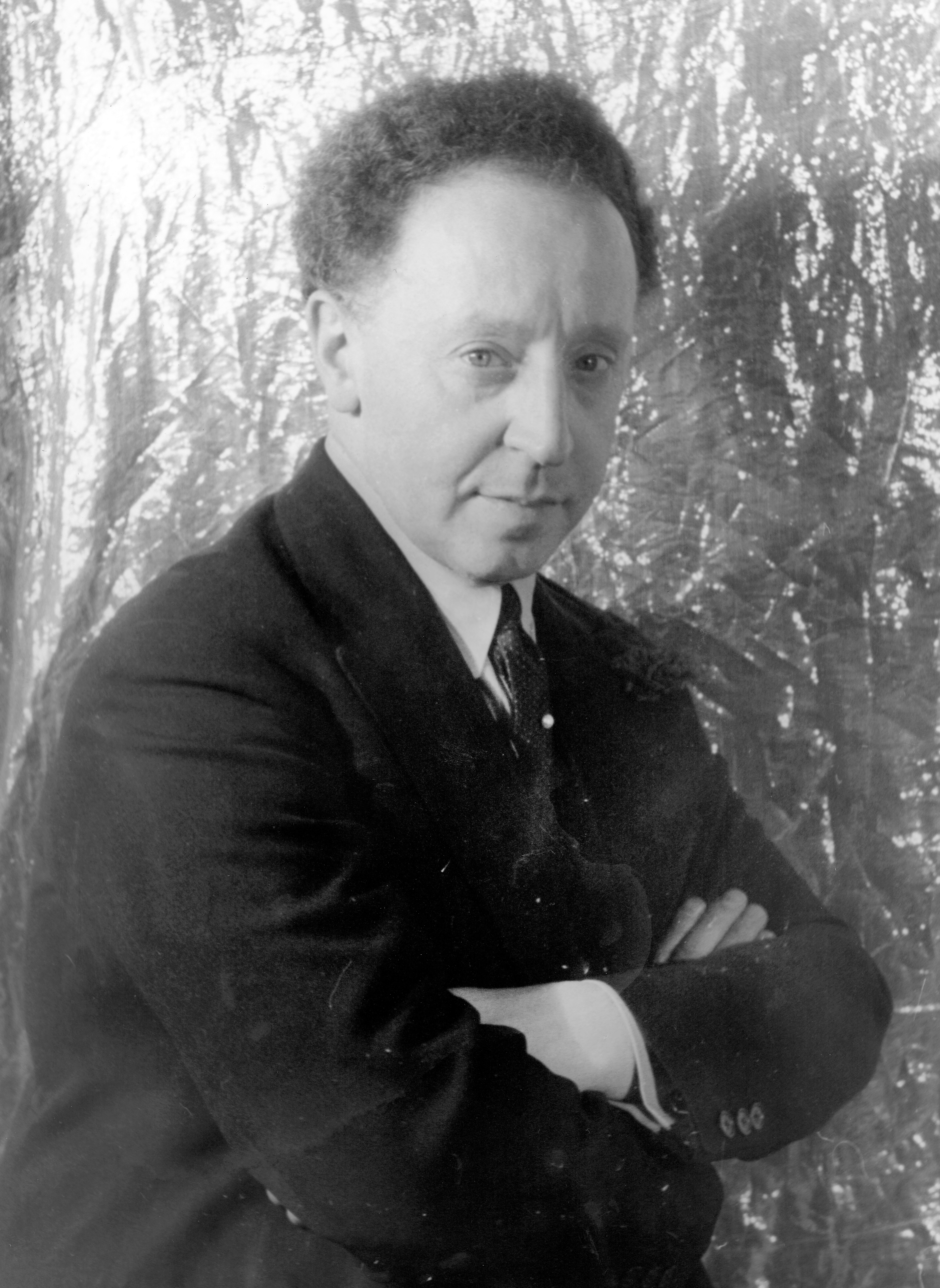
Arthur Rubinstein († 1982)

- 1982: Arthur Rubinstein, polnischer Pianist
- 1982: Helmut Schiff, österreichischer Komponist und Musikpädagoge
- 1983: Bill Brandt, deutsch-britischer Fotograf und Fotojournalist
- 1986: Eduard Aslanowitsch Abramjan, armenischer Pianist und Musikpädagoge
- 1986: Alicia Urreta, mexikanische Musiklehrerin, Pianistin und Komponistin
- 1988: Josef Hrubý, tschechoslowakischer Architekt
- 1989: Kurt Böhme, deutscher Opernsänger (Bass)
- 1994: Daniel Israel Arnon, US-amerikanischer Biologe, Biochemiker und Pflanzenphysiologe
- 1994: Cheo García, venezolanischer Sänger
- 1994: Dean Rusk, US-amerikanischer Politiker, Außenminister
- 1996: Alan Graham Apley, britischer Orthopäde
- 1996: Carl Sagan, US-amerikanischer Professor, Schriftsteller, Astronom, Astrophysiker, Exobiologe und Fernsehmoderator
- 1998: Alan Lloyd Hodgkin, britischer Biophysiker, Medizinnobelpreisträger
- 1999: Giorgio Ansoldi, italienischer Filmschaffender
- 1999: Erich Arp, deutscher Politiker, MdL, Landesminister, MdHB
- 1999: Manuel Rueda, dominikanischer Schriftsteller und Pianist
- 1999: Hilde Zaloscer, österreichische Kunsthistorikerin und Koptologin

### 21. Jahrhundert
- 2001: Léopold Sédar Senghor, senegalesischer Dichter und Politiker, Staatspräsident
- 2005: Joseph Gabriel Anastasi, US-amerikanischer Politiker
- 2005: Raoul Bott, US-amerikanischer Mathematiker
- 2005: Argentina Brunetti, argentinische Schauspielerin und Reporterin
- 2006: Harald Berger, österreichischer Bergsteiger
- 2008: Adrian Mitchell, britischer Schriftsteller
- 2008: Igor Trubezkoi, französischer Sportler russischer Abstammung
- 2009: Marcel Cremer, belgischer Theaterregisseur
- 2009: Hossein Ali Montazeri, iranischer Großajatollah
- 2009: Brittany Murphy, US-amerikanische Schauspielerin
- 2010: Fritz Rittner, deutscher Rechtswissenschaftler
- 2010: Josef Adolf Schmoll genannt Eisenwerth, deutscher Kunsthistoriker
- 2011: Hana Androníková, tschechische Schriftstellerin
- 2011: K. V. Varadaraj, indischer Fußballspieler
- 2016: Michèle Morgan, französische Schauspielerin
- 2017: Bernard Francis Law, US-amerikanischer Kardinal
- 2017: Wolfgang Lauinger, Zeitzeuge der Homosexuellenverfolgung in der NS-Diktatur und der BRD

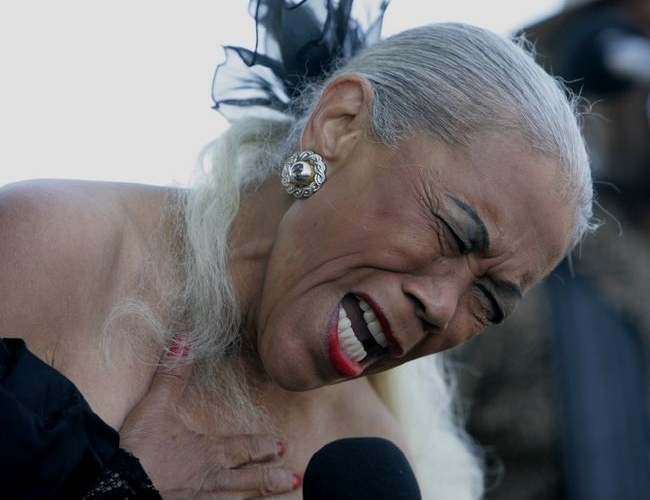
Sugar Pie DeSanto († 2024)

- 2017: Cäsar Meister, deutscher Politiker
- 2018: F. W. Bernstein, deutscher Karikaturist und Satiriker
- 2018: Henning Palner, dänischer Schauspieler und Synchronsprecher
- 2019: Hermann L. Gremliza, deutscher Journalist, Herausgeber, Schriftsteller und Sprachkritiker
- 2019: Roland Matthes, deutscher Schwimmer, Olympiasieger, Weltmeister
- 2020: Dietrich Weise, deutscher Fußballspieler und -trainer
- 2021: Michał Rokicki, polnischer Schwimmer
- 2022: Chia Boon Leong, singapurischer Fußballspieler
- 2022: Barbara Noack, deutsche Schriftstellerin
- 2022: Laura Podestà, italienische Schwimmerin
- 2024ː Sugar Pie DeSanto, US-amerikanische R&B-Sängerin, Tänzerin, Entertainerin und Komponistin
- 2024: Rudolf Karl Krause, deutscher Politiker

## Feier- und Gedenktage
- Kirchliche Gedenktage
  - Katharina von Bora, deutsche Nonne und Ehefrau Martin Luthers (evangelisch)
  - Hl. Ignatius von Antiochien, römischer Märtyrer, Theologe und Bischof (orthodox)
  - Hl. Hoger, Erzbischof von Hamburg-Bremen (römisch-katholisch)

Weitere Einträge enthält die Liste von Gedenk- und Aktionstagen.